# Pfeiler

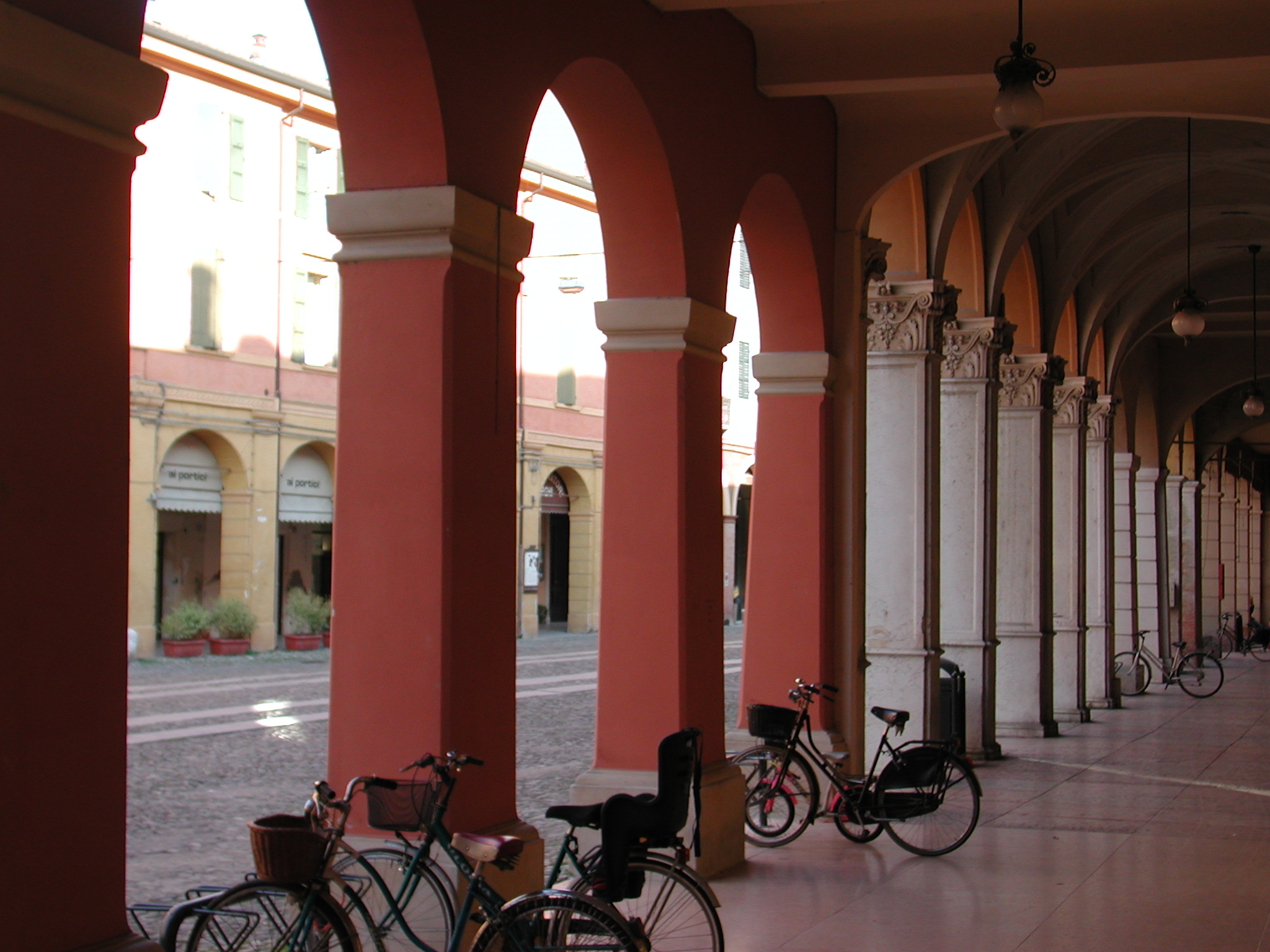
Von Pfeilern getragene Gehwegarkaden in Correggio

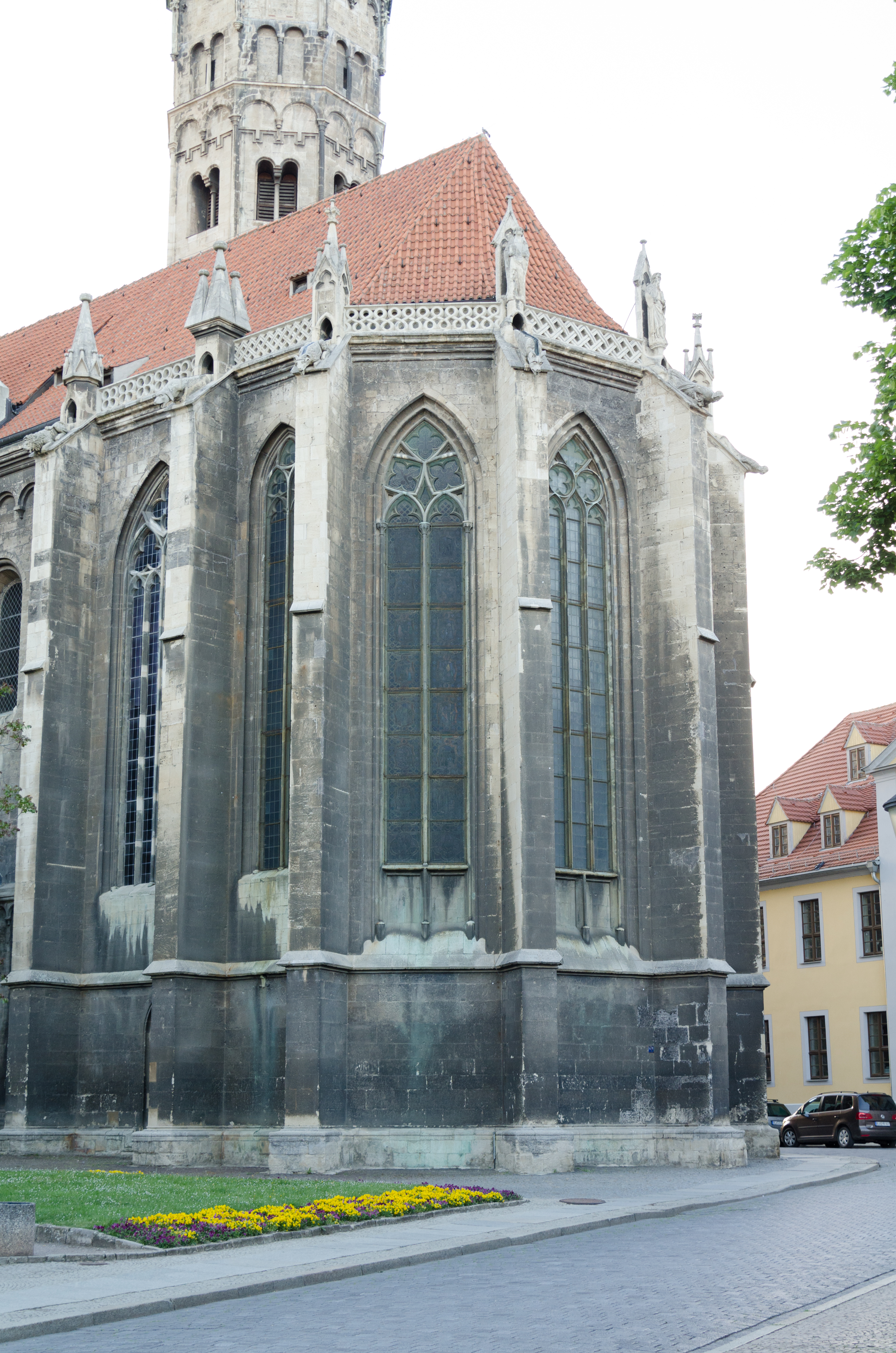
Naumburger Dom: gotischer Polygonalchor mit Strebepfeilern

Ein Pfeiler ist im Bauwesen im engeren Sinne eine tragende Stütze aus Mauerwerk zwischen Öffnungen (Arkaden, Türen, Fenstern und dergleichen) mit polygonalem, insbesondere rechteckigem, oder auch rundem Querschnitt. Je nach Lage und Gestalt eines Pfeilers im oder am Gebäude spricht man von unterschiedlichen Pfeilerarten (Bündelpfeiler, Vierungspfeiler, Strebepfeiler, Strompfeiler usw.).
Im weiteren Sinne ist ein Pfeiler auch eine nichttragende, gemauerte Stele, die frei steht und je nach Ausbildung und Funktion verschiedene eigene Bezeichnungen trägt (Torpfeiler, Vermessungspfeiler, Gerichtspfeiler usw.).

## Terminologie
Das Wort Pfeiler ist im Deutschen seit dem 10. Jahrhundert als althochdeutsch phīlari, phīleri belegt und wandelte sich über das mittelhochdeutsche phīlære, phīler bis zum mittelniederdeutschen pīlarr; alles sind Entlehnungen aus dem vulgärlateinischen pīlāre, das eine Ableitung vom lateinischen pīla für „Pfeiler“ ist.

## Tragende Pfeiler
Der Pfeiler kann als eine Ableitung des Ständers (Pfostens, Stehers) im Rahmen oder als die Reduktion eines Wandstückes aufgefasst werden. Er soll auch eine Funktion als Raumabschluss haben können. Charakteristisch ist die tragende Funktion.
Als Pfeiler benannte Stützen besitzen häufig einen quadratischen Grundriss, aber auch polygonale oder runde Ausformungen werden so bezeichnet.
Innerhalb der Stilepochen der Architektur entwickelten sich vielfältige Ausformungen des Pfeilers. Er kann insofern, wie eine Säule, auch in Basis, Schaft und Kapitell gegliedert sein.
Diesbezüglich wird der Begriff uneinheitlich verwendet.
Je nach Lage bzw. Funktion und Gestalt eines tragenden Pfeilers im oder am Gebäude unterscheidet man verschiedene Pfeilerarten:

### Pfeiler im Gebäude
Freistehende Pfeiler im Gebäuden sind je nach Lage und Gestaltung: Freipfeiler, Vierungspfeiler, Kreuzpfeiler, Bündelpfeiler, kantonierte Pfeiler, Marienfelder Pfeiler, Palmettenpfeiler, Trumeau.
In die Wand eingebundene, also nicht freistehende Wandpfeiler als mehr oder weniger tiefe Wandvorlagen sind: Ante, Pilaster, Lisene, Wandpfeiler (vgl. Wandpfeilerkirche), Eckpfeiler.

Pfeiler im Gebäude
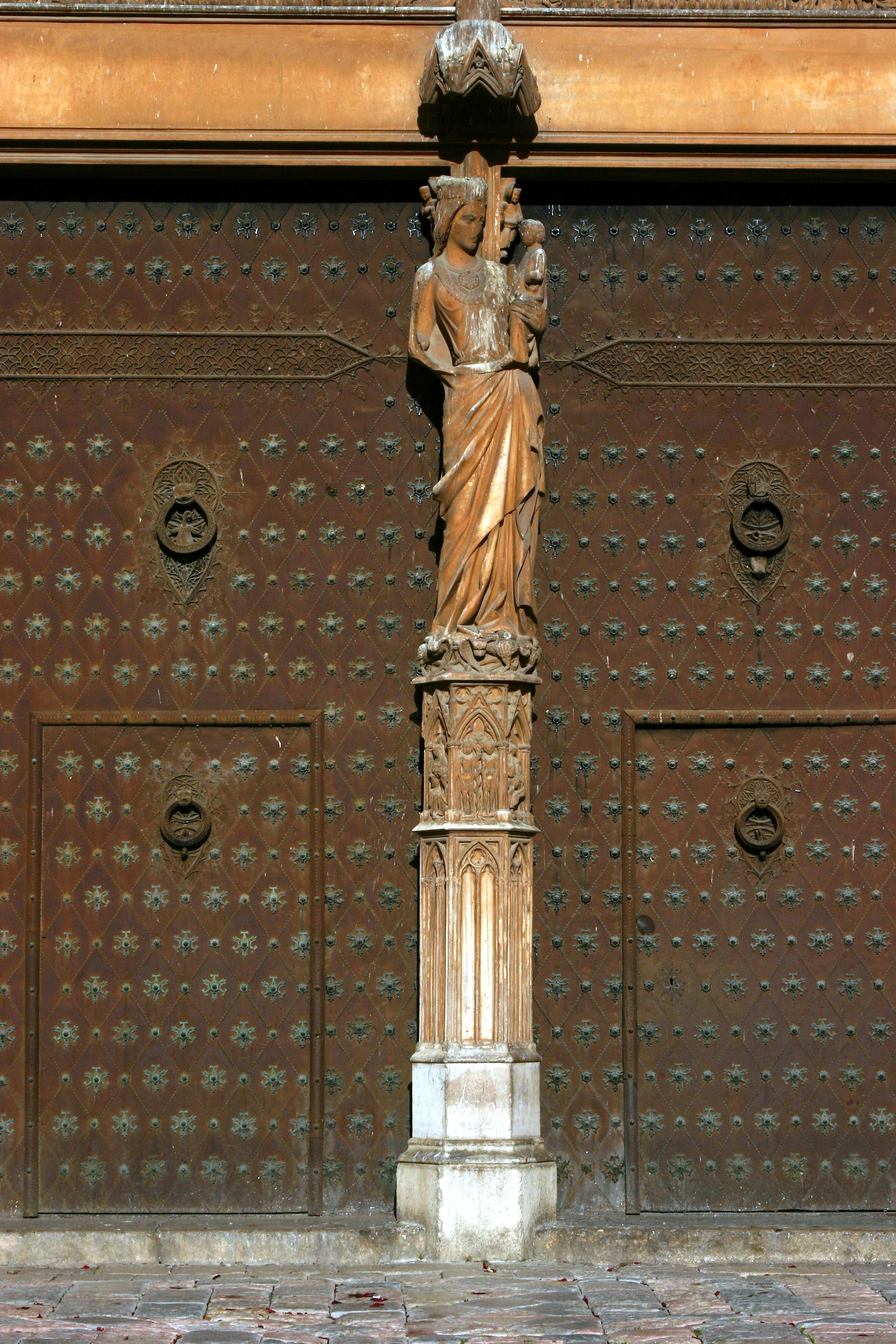
Kirchenportal mit Trumeau-Pfeiler (Kathedrale von Tarragona)
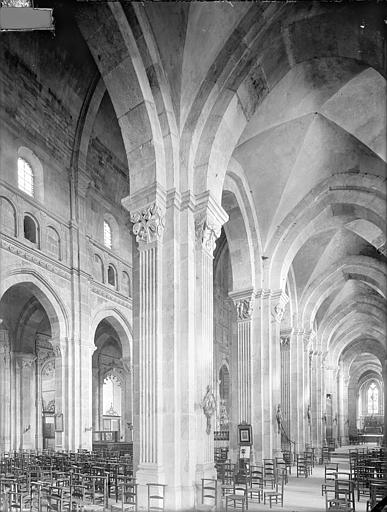
Arkadenpfeiler der Kathedrale von Autun
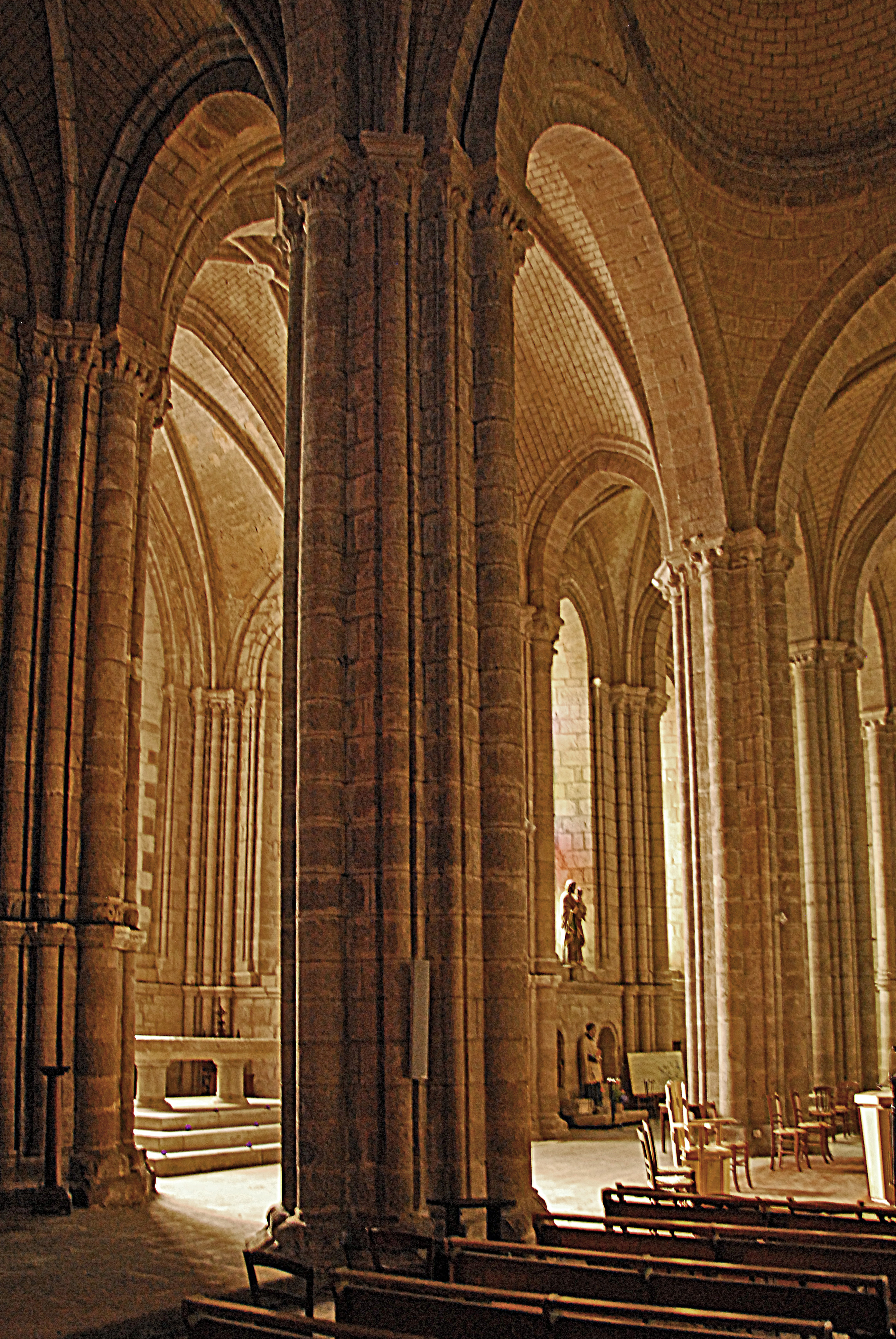
Stärker ausgebildeter Vierungspfeiler (Notre-Dame, La Souterraine)
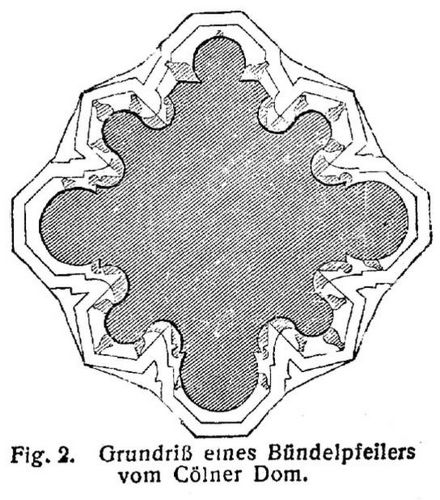
Grundriss eines Bündelpfeilers (Kölner Dom)
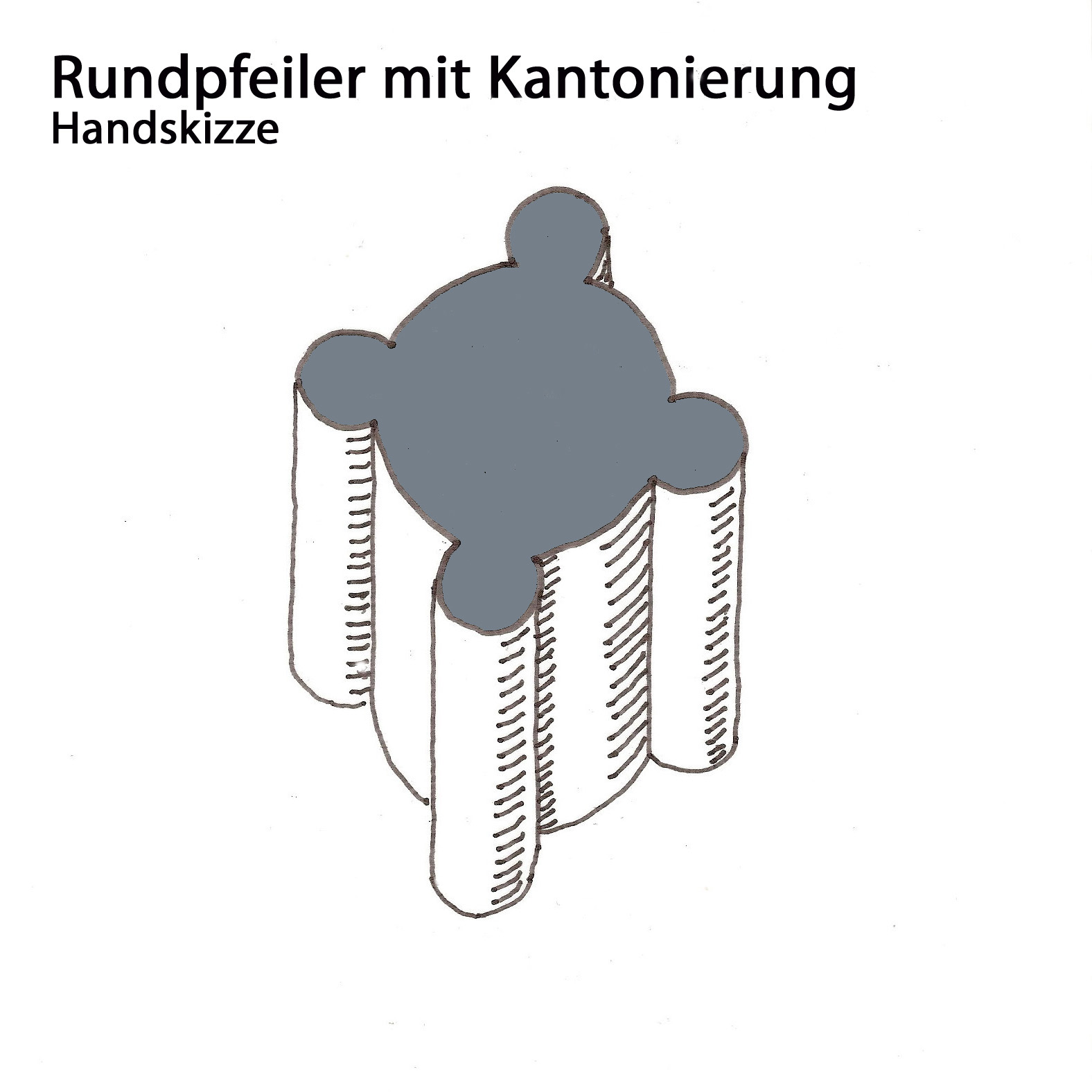
Systemskizze eines kantonieren Pfeilers
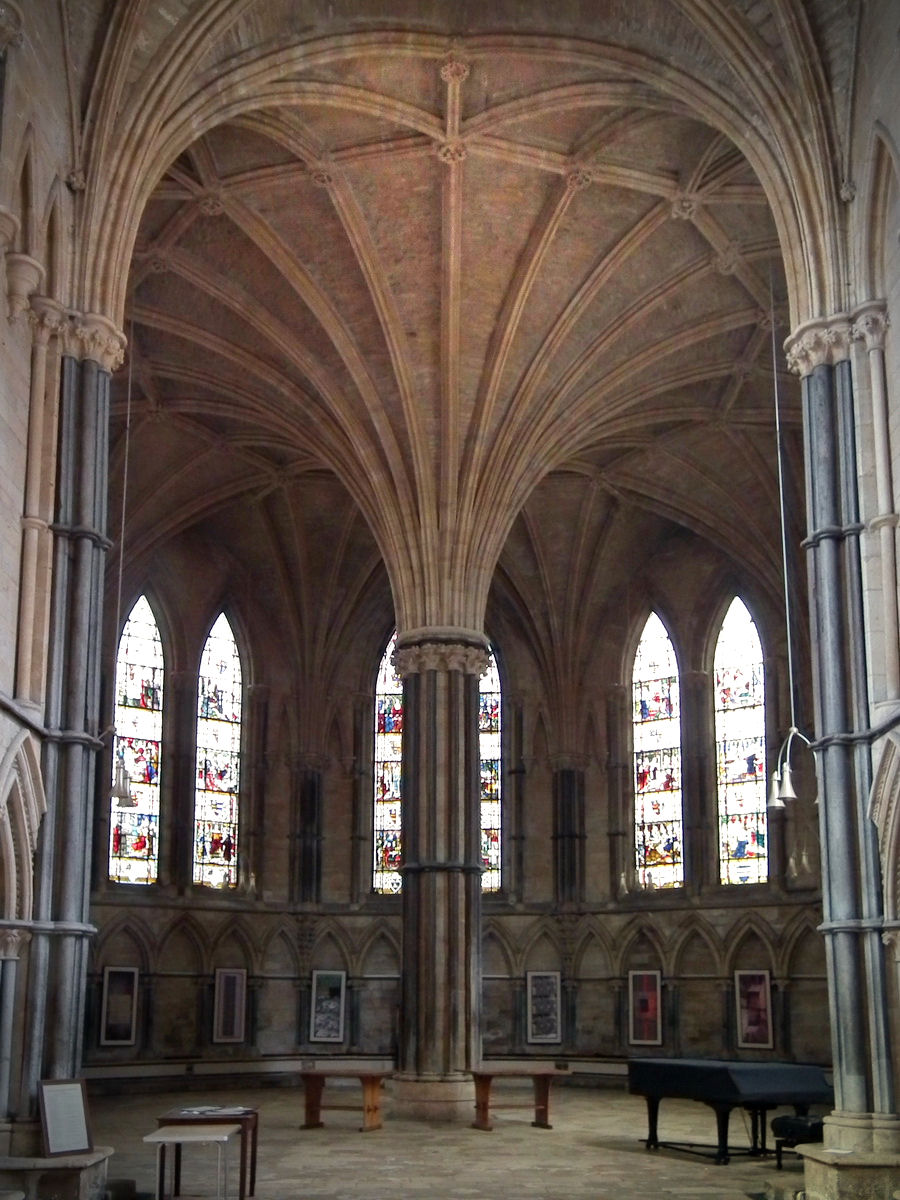
Palmettenpfeiler im Kapitelhaus der Kathedrale von Lincoln

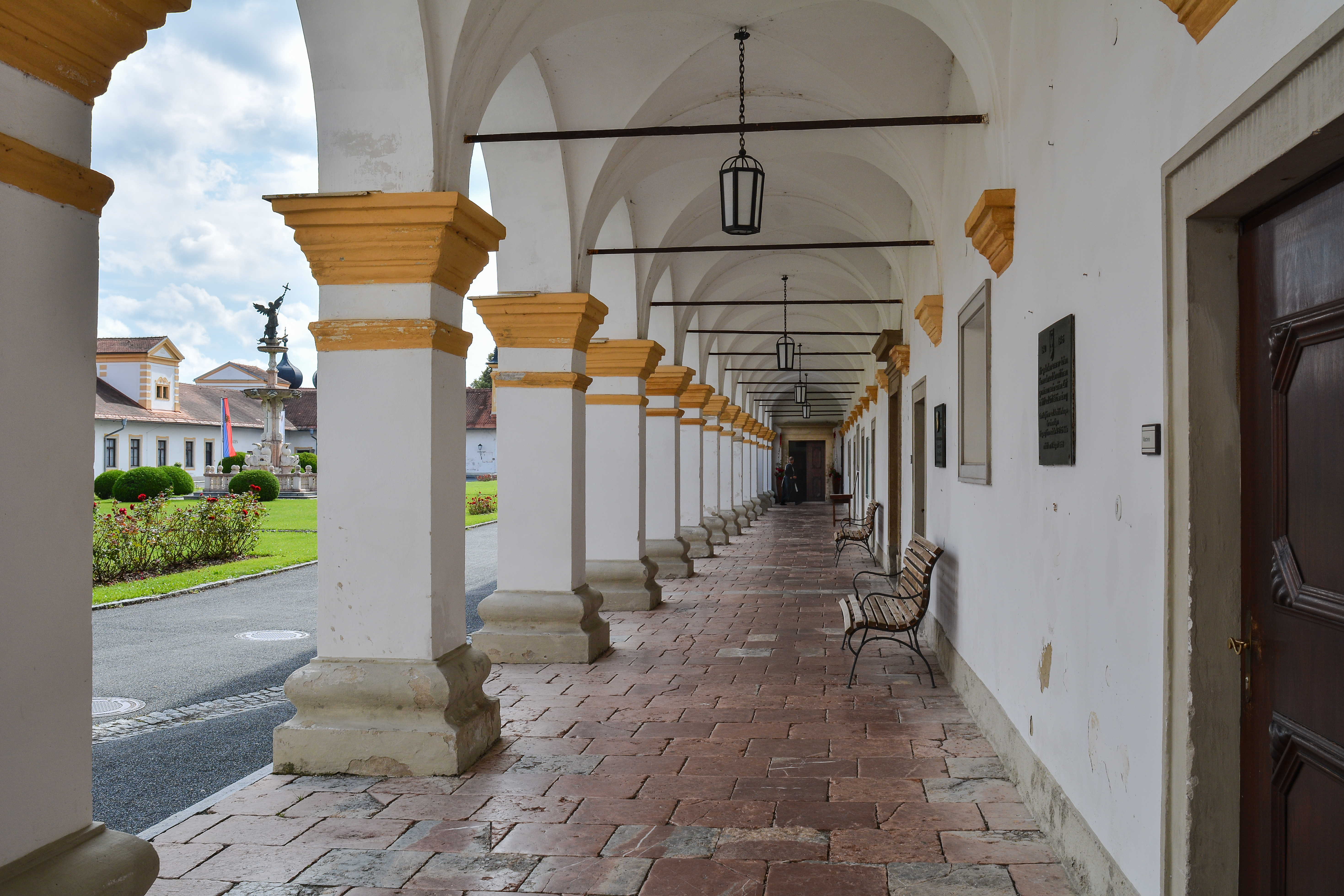
Pfeiler eines Arkadengangs (Stift Reichersberg)
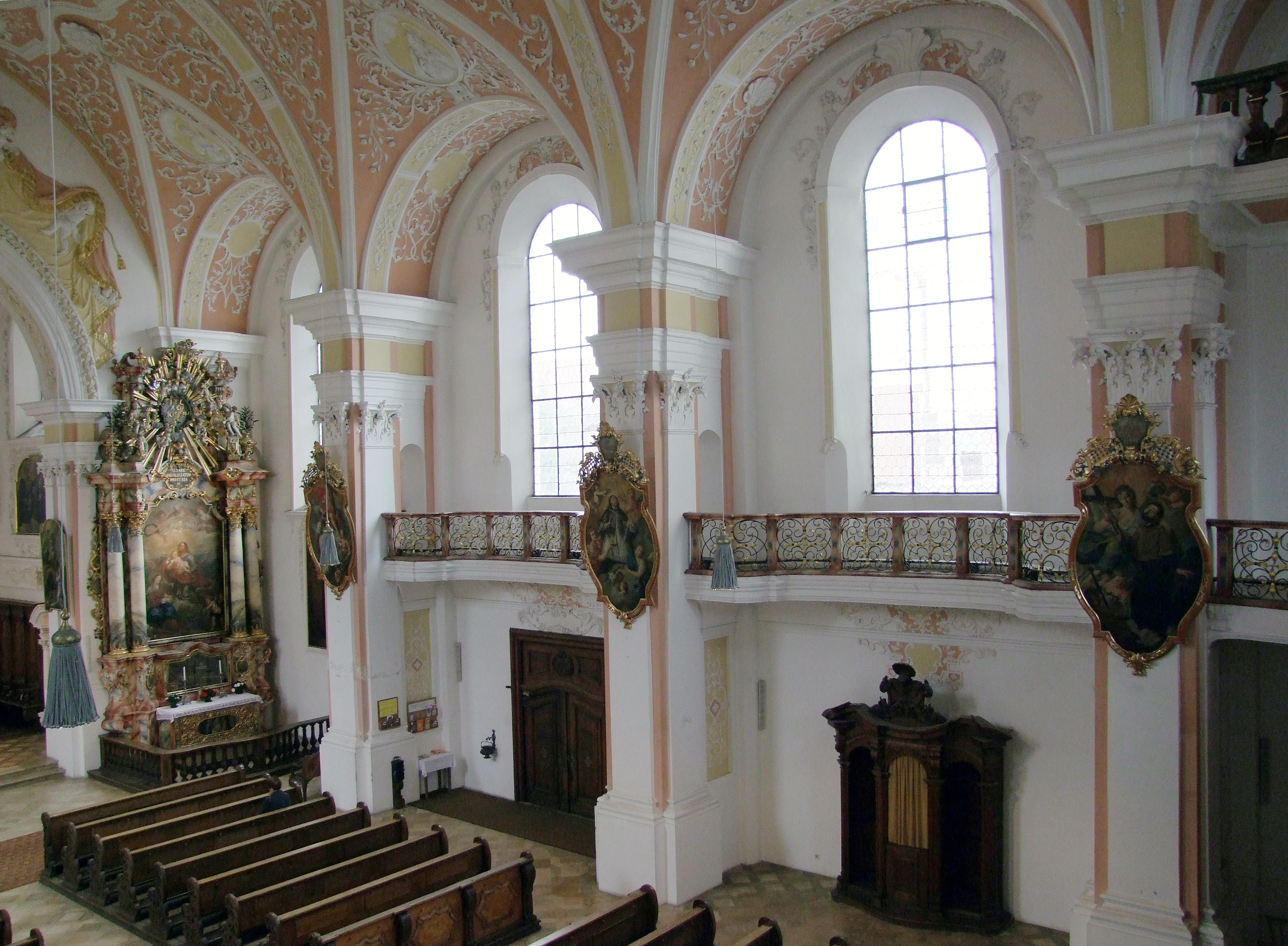
Wandpfeiler einer Wandpfeilerkirche
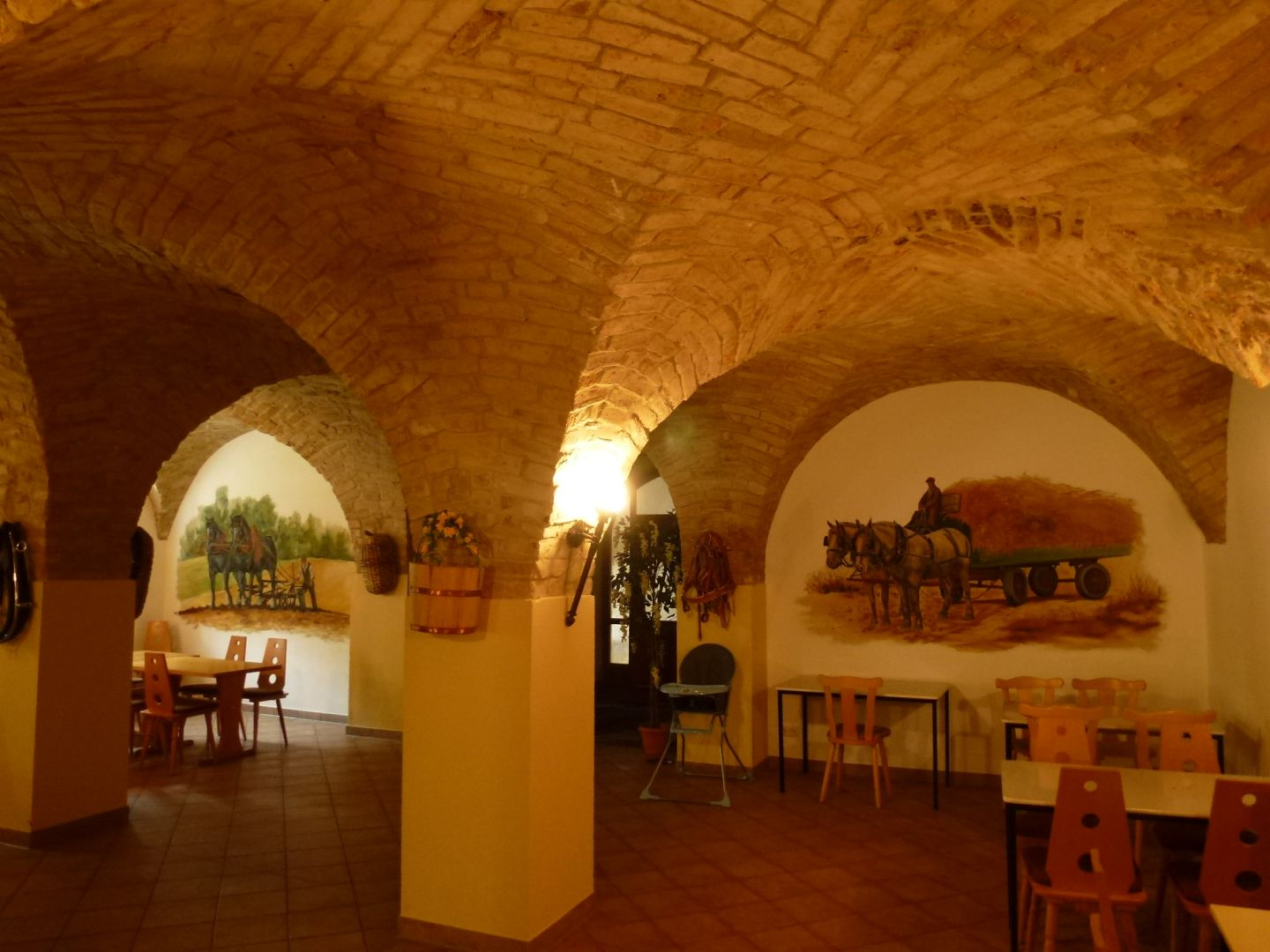
Pfeiler eines Gewölbekellers (Gutshaus Börln)
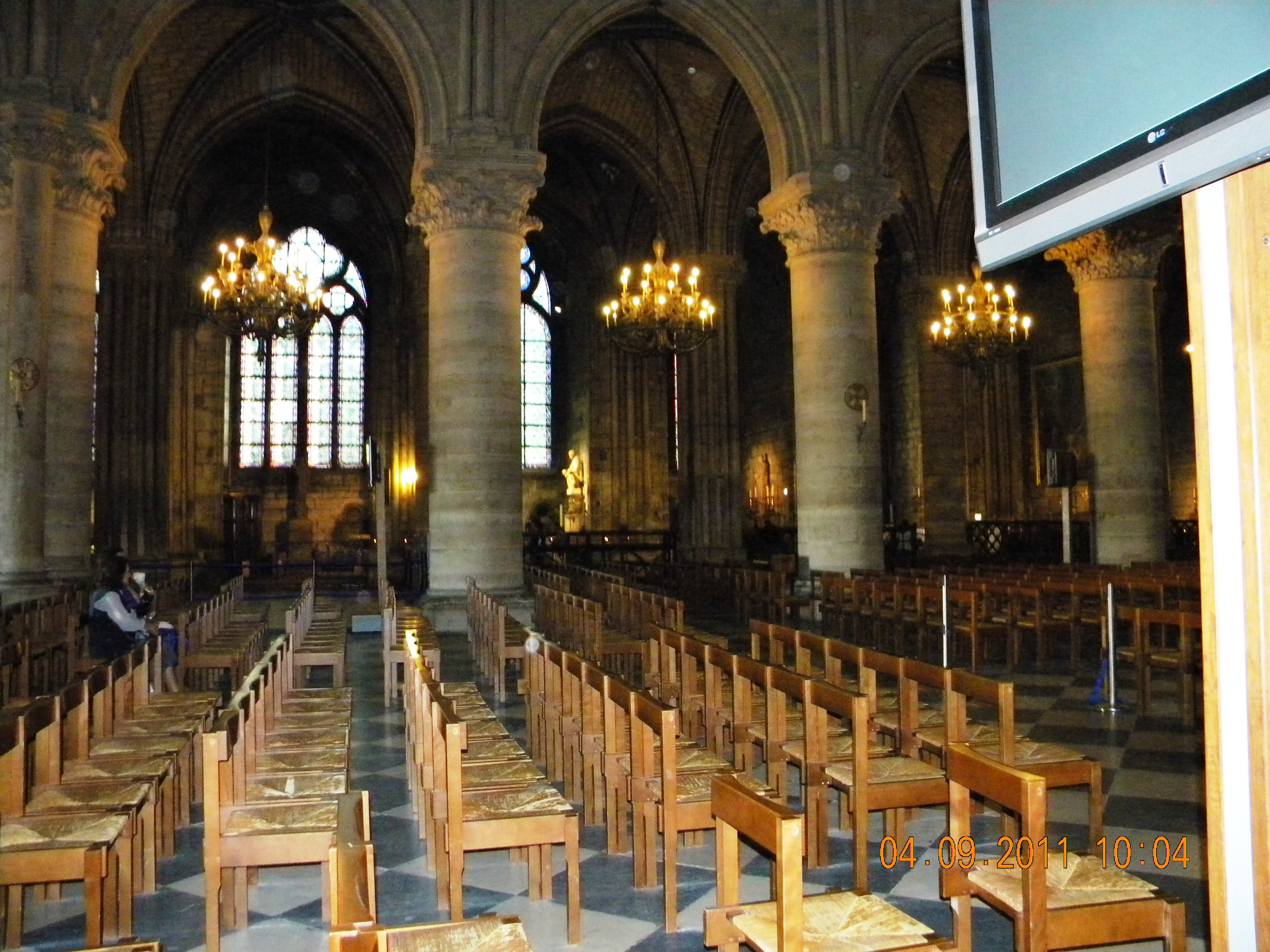
Notre-Dame de Paris, ab 1163: runde Arkadenpfeiler, keine Entarsis, keine Kanellierung, aber klassische Proportionen und korinthische Kapitelle

Rundpfeiler oder Säule?

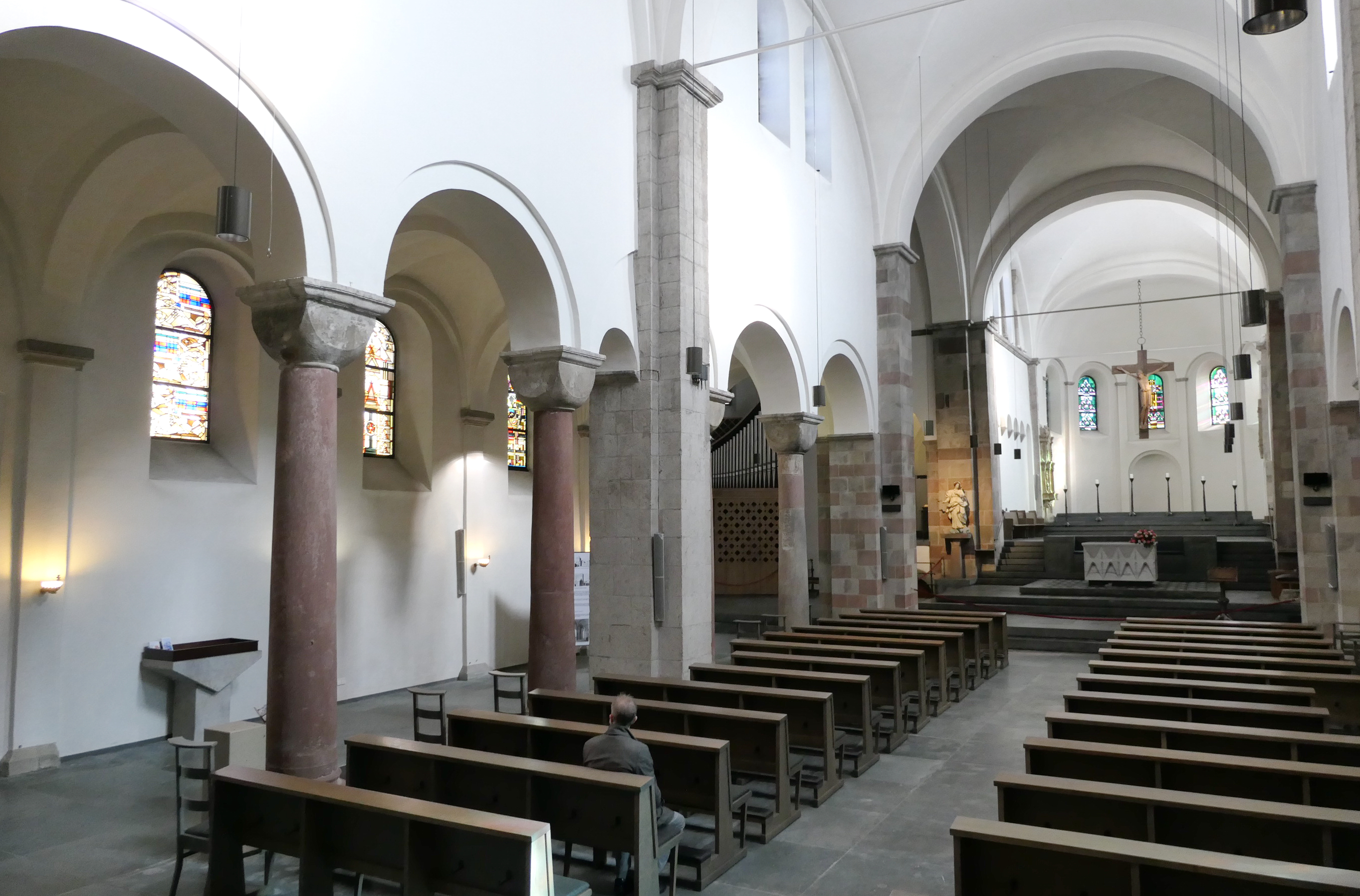
St. Georg (Köln), „Säulenbasilika“

Die Abgrenzung des „Rundpfeilers“ zum Fachbegriff der Säule und daraus abgeleitet der Halbsäule ist unklar. Es findet sich die Auffassung, ein Pfeiler mit rundem Querschnitt sei dann von der Säule zu unterscheiden, wenn er weder eine Verjüngung noch eine Entasis (Schwellung des Schaftes der Säule) aufweist. Der Kunsthistoriker Hans Jantzen differenzierte im Zusammenhang mit seinen Untersuchungen der Kathedralen der Gotik (1. Aufl. 1957, † 1967) streng zwischen der „antiken Säule“ und der „gotischen Rundstütze“, die er dezidiert als „Rundpfeiler“ bezeichnete. Der Autor betont damit das Funktionale, trotz ähnlicher Ausformung war für ihn die Gotik keine Antikenrezeption – was sich angesichts der Vorlieben der Früh- und Hochgotik für korinthische Kapitelle durchaus bezweifeln lässt.
In der romanischen Architektur wird gerne zwischen „Pfeilerbasiliken“ mit durchweg eckigen Akadenstützen und „Säulenbasiliken“ mit überwiegend runden Arkadenstützen unterschieden.
Andere Autoren verweisen darauf, eine fehlende Entasis sei auch vielen Säulen eigen. Wilfried Koch schrieb in seiner Baustilkunde (1. Aufl. 1982, 35. Aufl. 2018) zum Stichwort ‚Säule‘: „Hauptbestandtele sind Basis (Fuß), Schaft und Kapitell, zwingend notwendig ist nur der Schaft.“ Als allgemeines Unterscheidungsmerkmal gilt wird angesehen, dass kapitelllose Rundstützen, die vergleichsweise stark gedrückt oder aber sehr schlank sind, als „Pfeiler“ bezeichnet werden, während die Säule einer Proportionslehre verhaftet ist. Da es auch Stützen mit polygonalem Querschnitt als Säulen bezeichnet werden, wird die Bezeichnung für außereuropäische oder auch moderne Architektur endgültig fließend.

Rundpfeiler
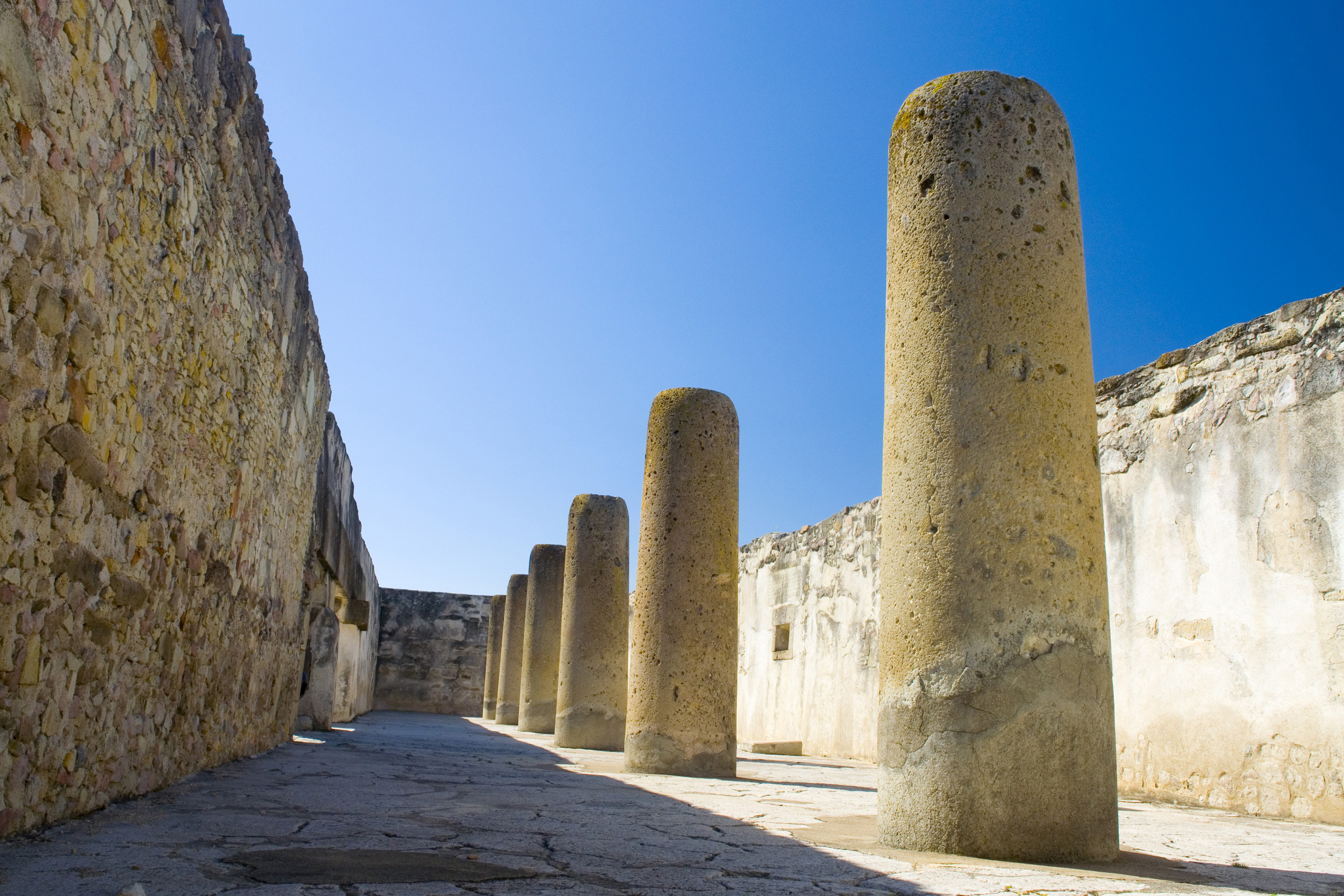
Rundpfeiler im Palast von Mitla, Mexiko
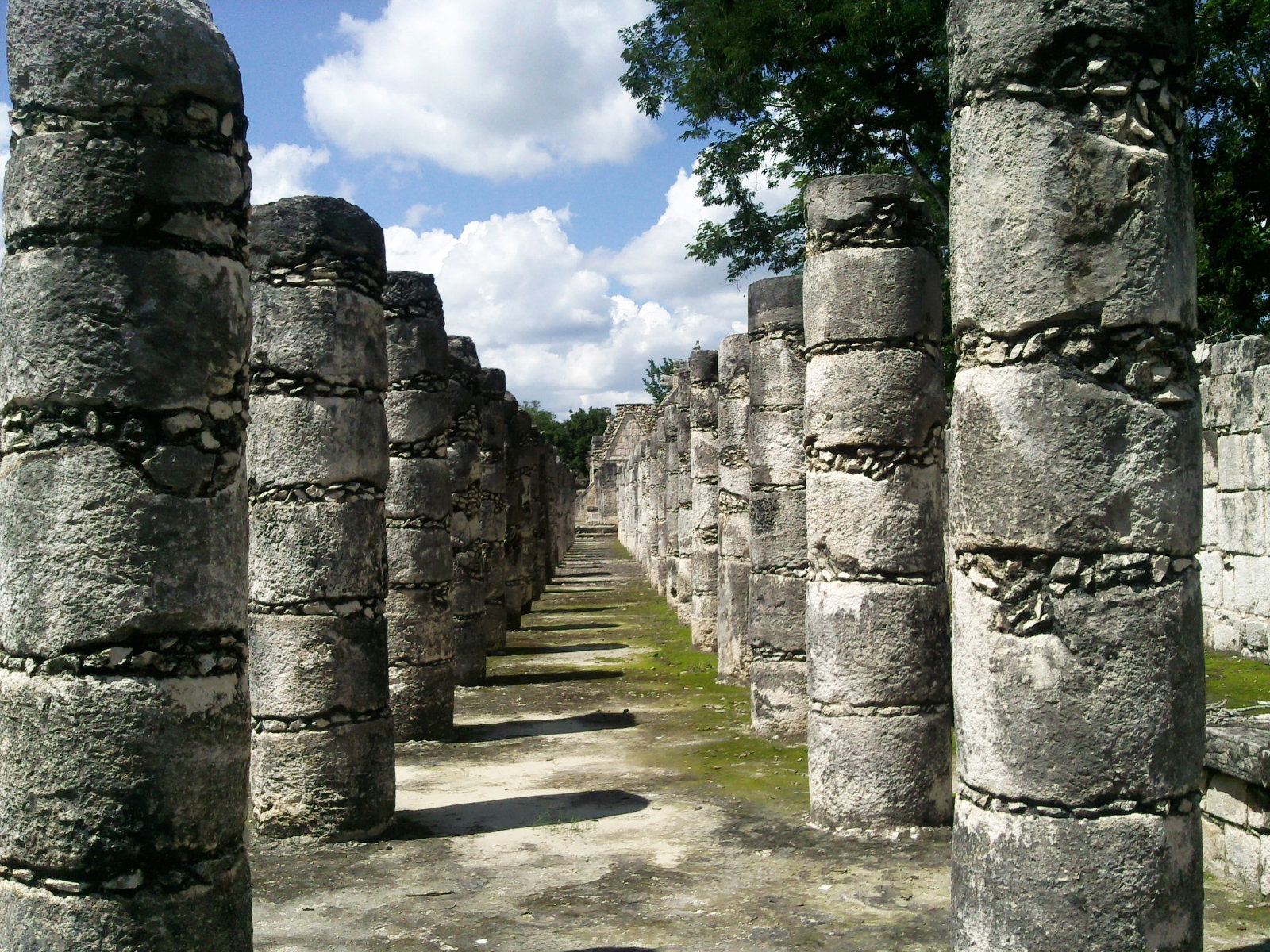
Chichén Itzá – Gruppe der 1000 „Säulen“
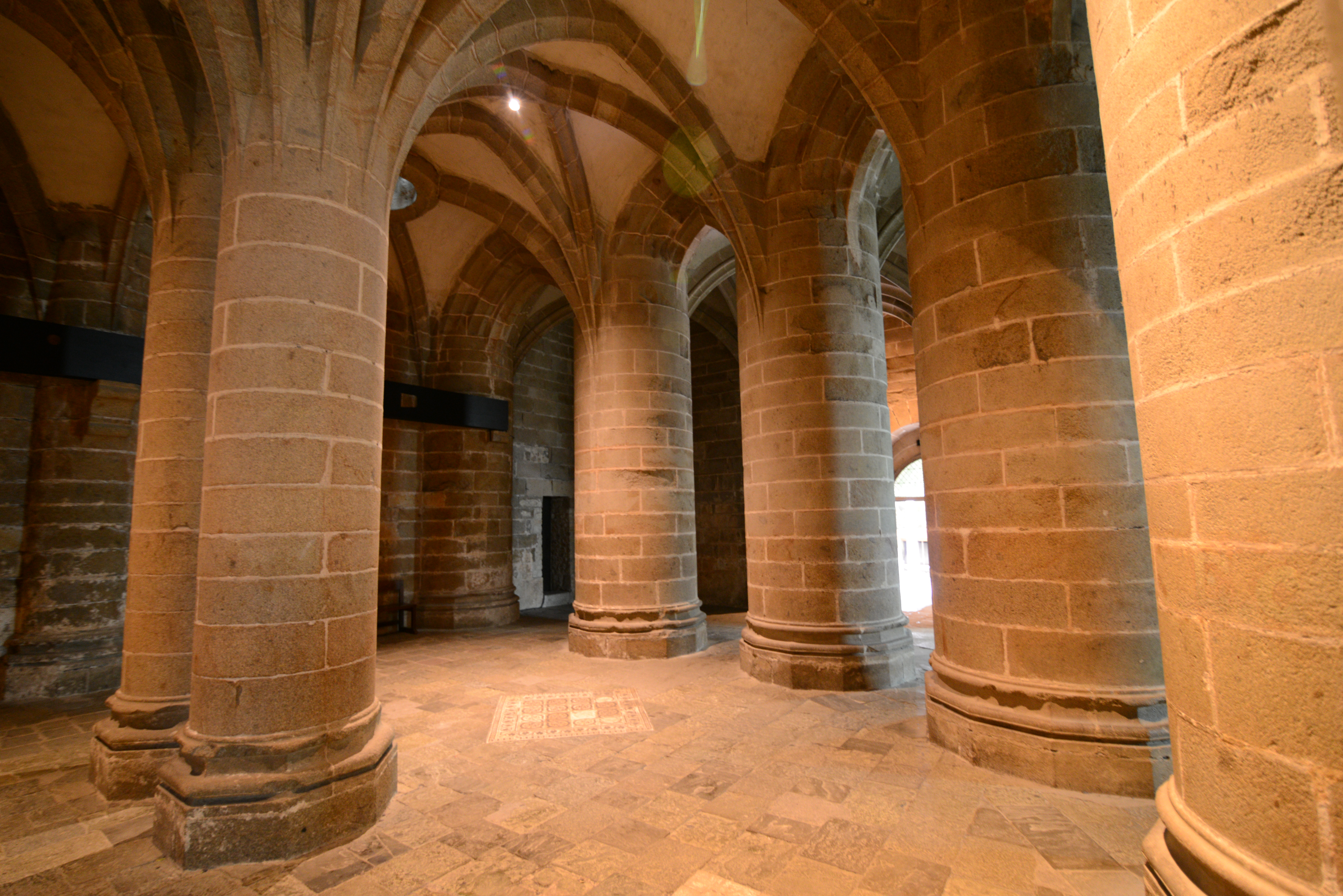
Spätgotische Rundpfeiler am Mont Saint Michel
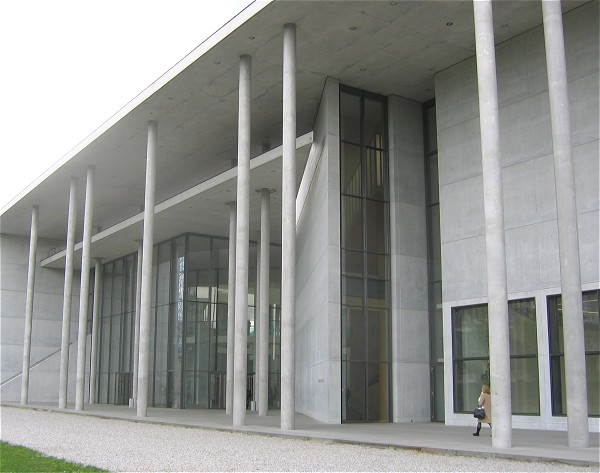
Moderne Rundpfeiler: Pinakothek der Moderne, München

### Pfeiler am Gebäude
Wandpfeiler an Fassaden übernehmen gliedernde Funktionen als Ante, Pilaster, Lisenen, als Strebepfeiler zusätzlich auch baustatisch seitlich verstärkende Funktion.
Eine das gesamte Gebäude von unten tragende Funktion haben Fundamentpfeiler und Mäusepfeiler. Siehe auch: Suspensura.

Pfeiler am Gebäude
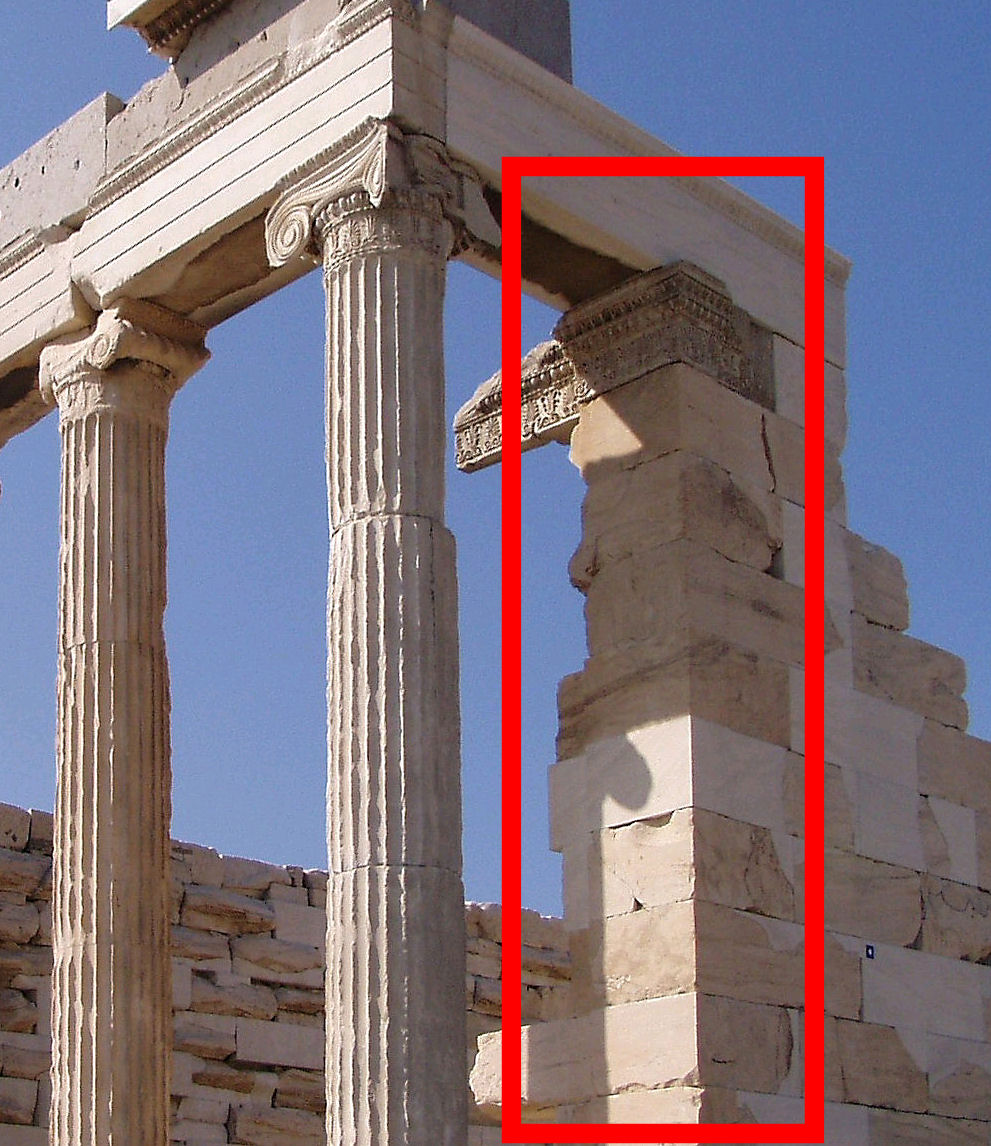
Wandvorlage als Ante eines antiken Tempels (Erechtheion, Athen)
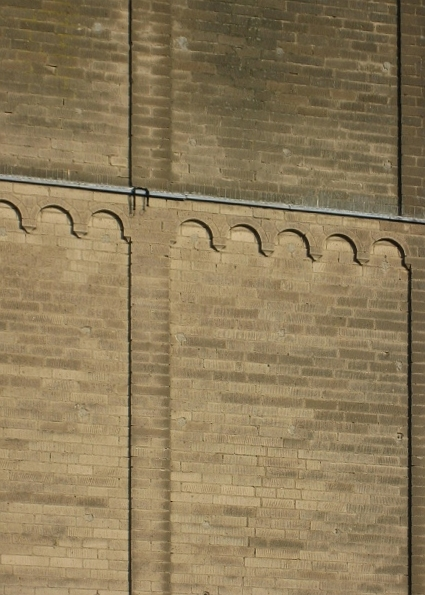
Flache Wandvorlagen als Lisenen
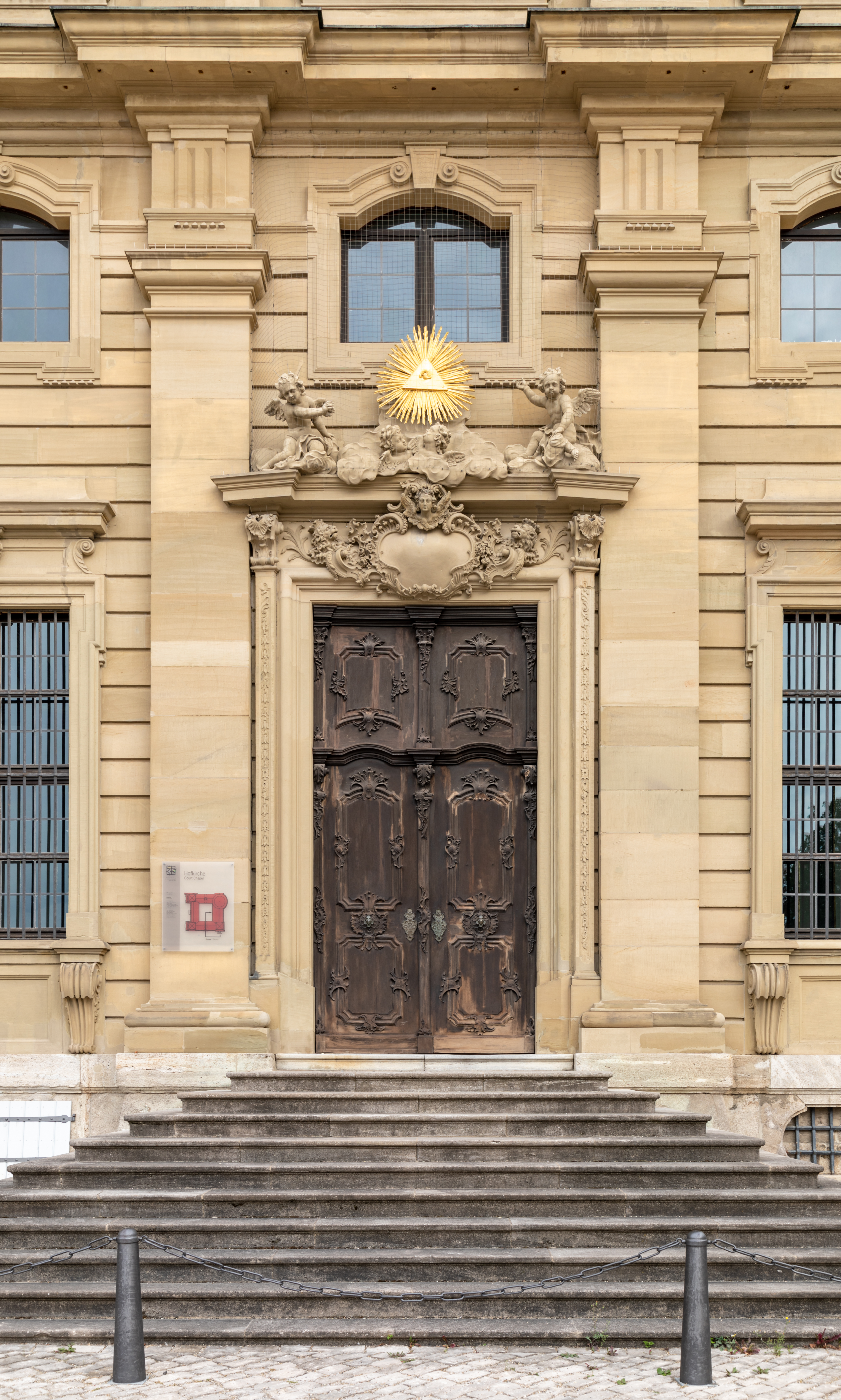
Wandpfeiler als Fassadenpilaster (Hofkirche der Würzburger Residenz)
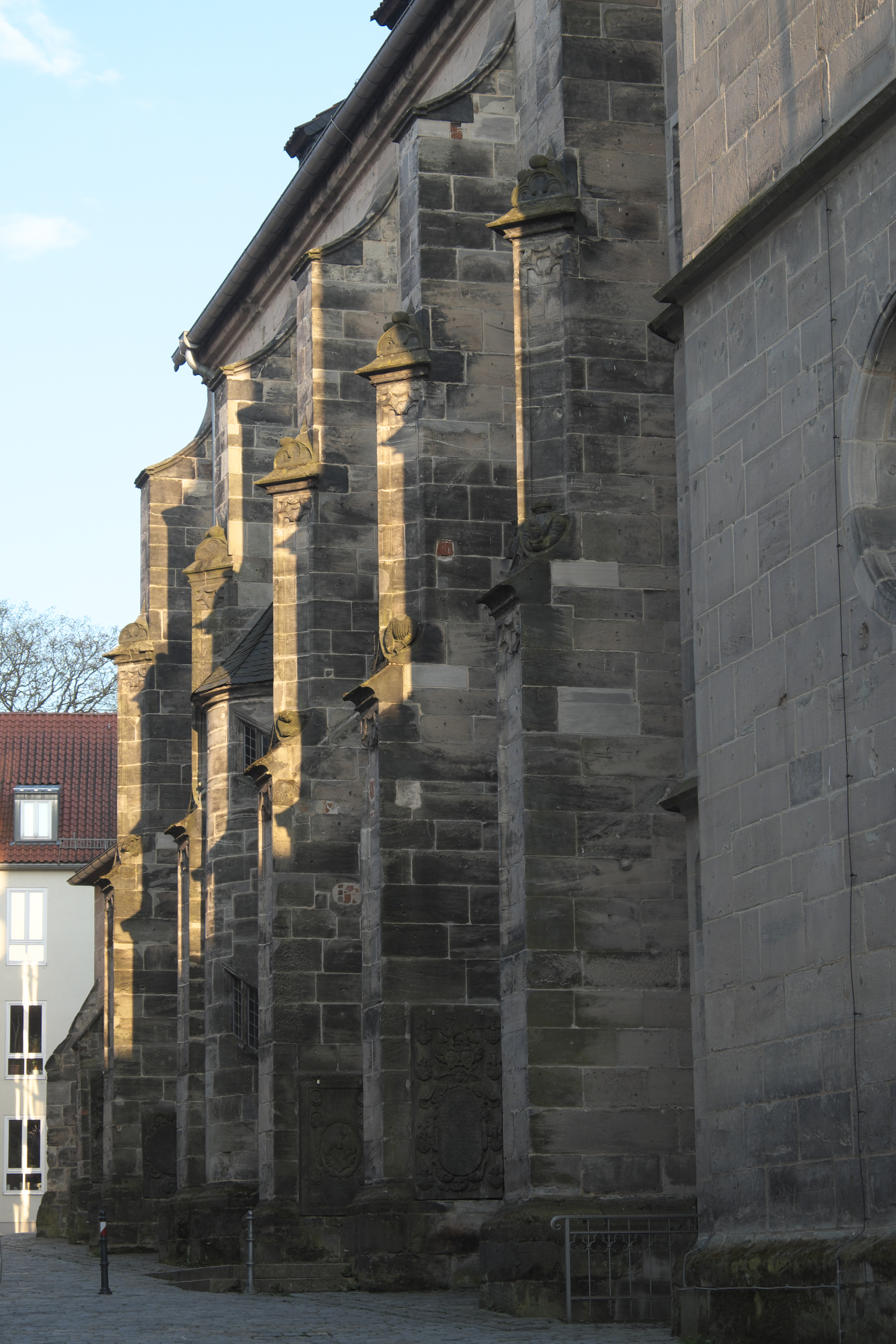
Strebepfeiler (Moritzkirche, Coburg)
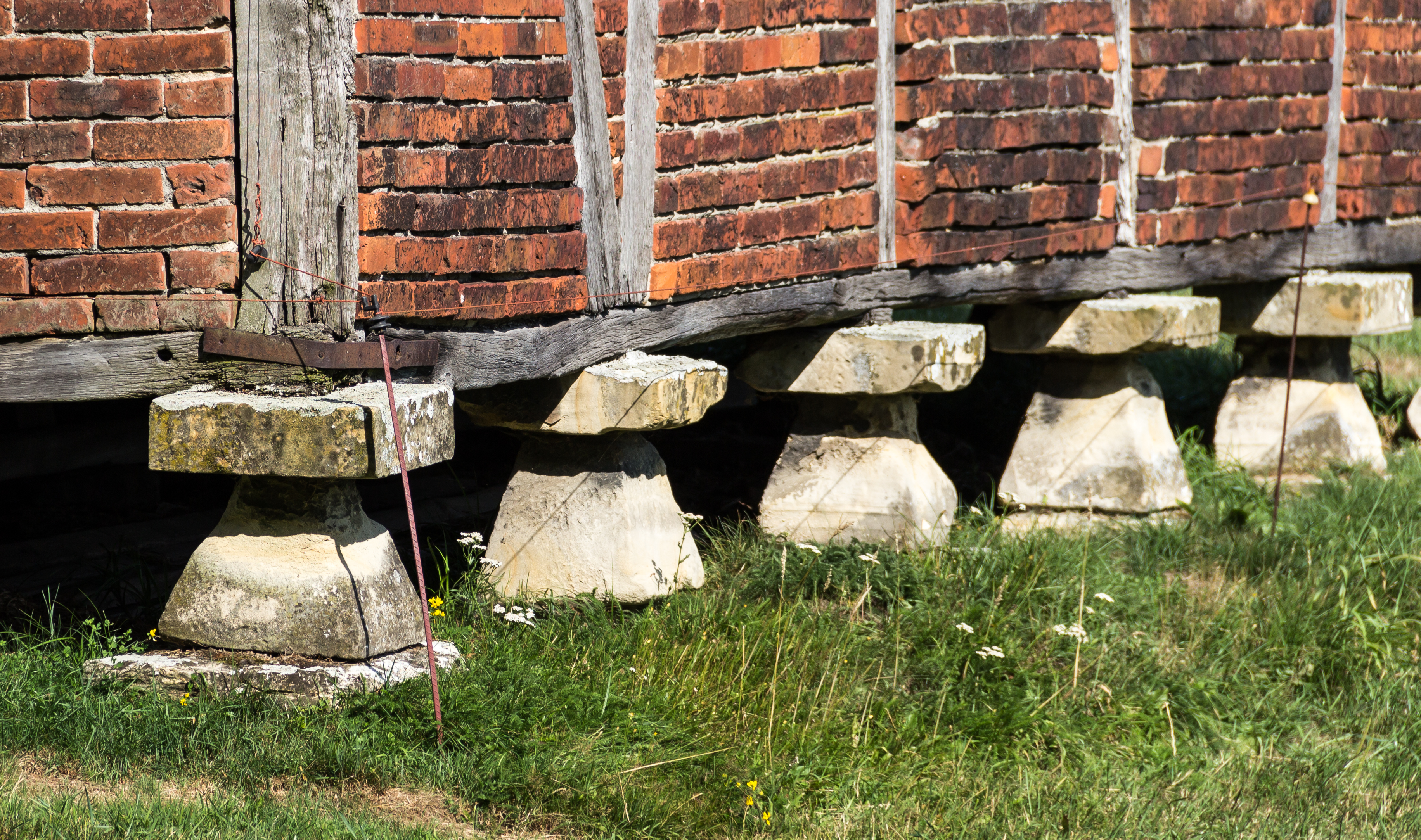
Mäusepfeiler unter einer Fachwerkscheune (Rödder)
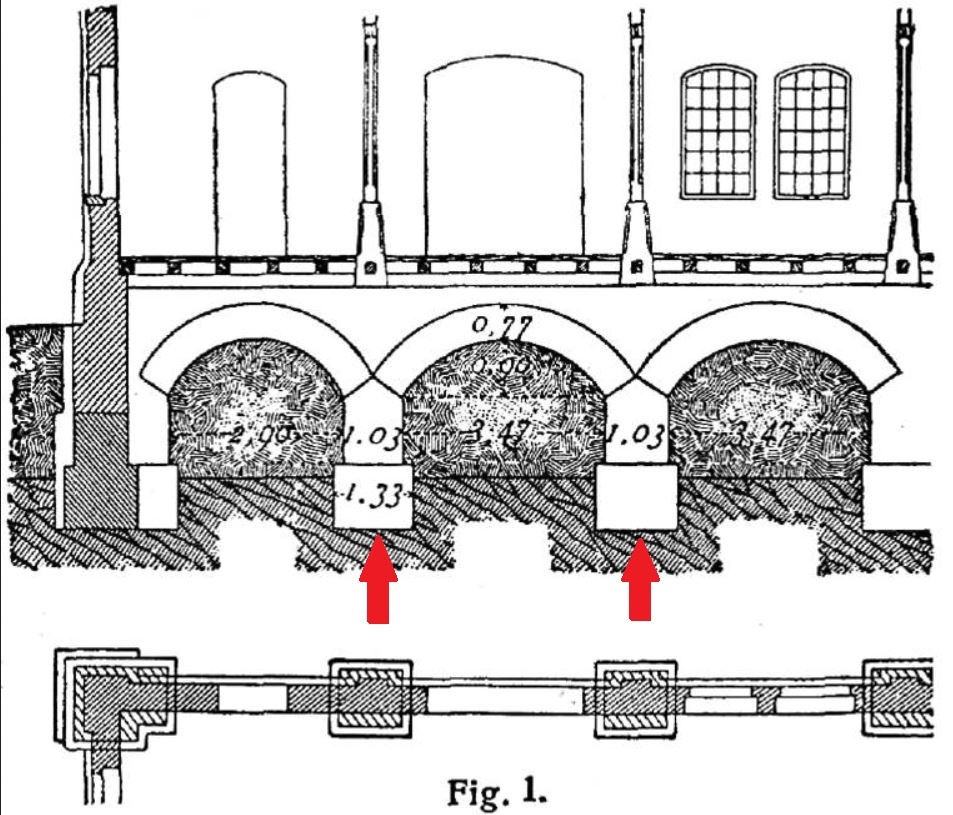
Fundamentpfeiler in einer Pfeilergründung (Otto Lueger, 1909[11])
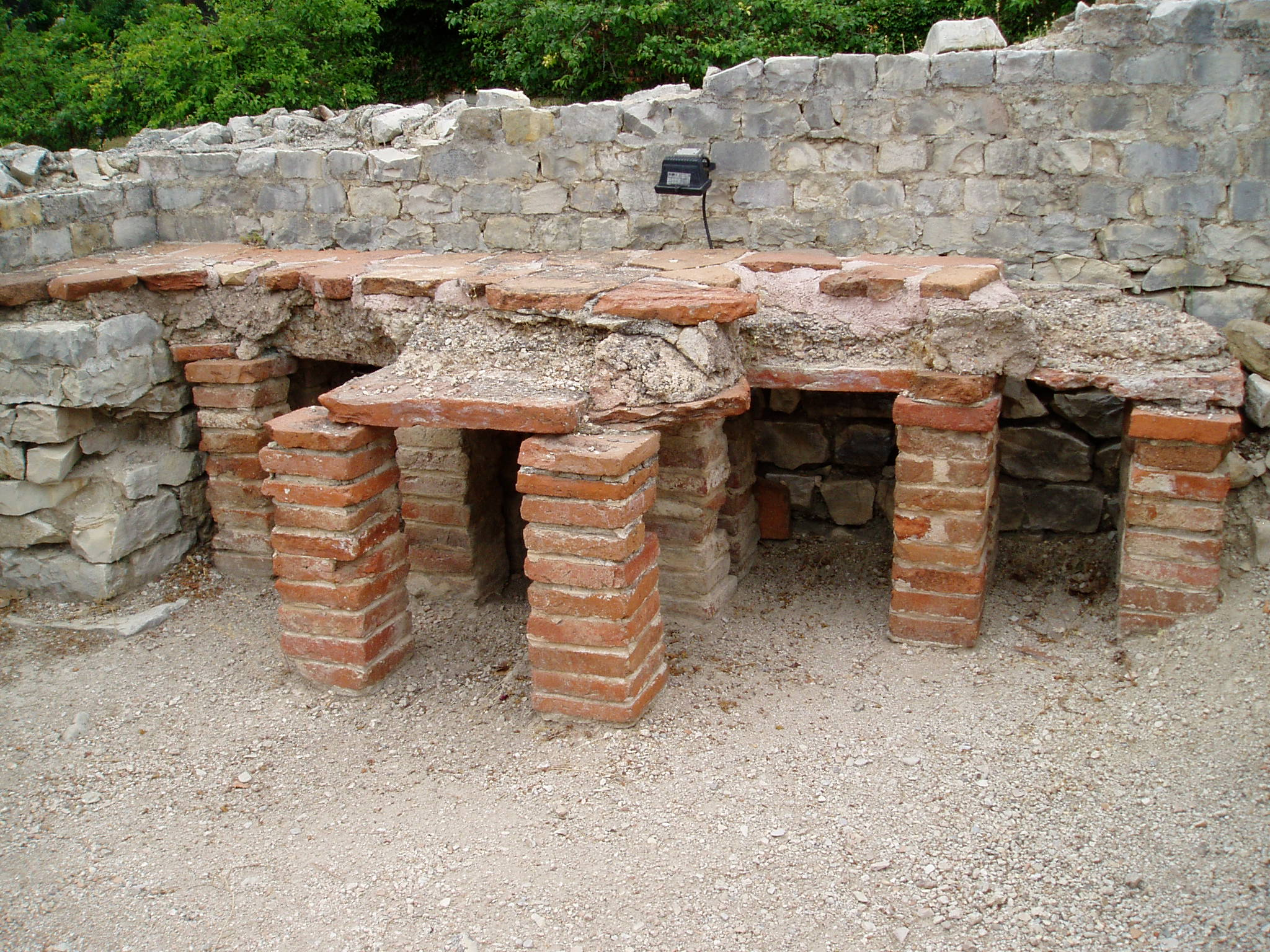
Luftheizungsfußboden tragende Pfeiler als römische Suspensura (Vaison-la-Romaine)

## Materialien

Bügenpfeiler der zweischiffigen Fachwerkkirche in Ützhausen, bei Schlitz in Hessen

Steinerne Pfeiler können aus einem einzigen Steinblock gehauen sein, aus mehreren auf einander gestellten Segmenten bestehen oder aus vielen Steinen gemauert sein.
Letzteres betrifft vor allem Pfeiler aus Backstein. In manchen Backsteinbauten verwendete man allerdings an einzelnen Stellen Pfeiler aus Werkstein, um sie besonders schlank halten zu können. Beispiele sind die Briefkapelle der Lübecker Marienkirche und die Arkade vor der Fensterfront des Hochmeisterpalastes der Marienburg am Weichseldelta.
Hölzerne Pfeiler wurden nicht selten als Bügenpfeiler ausgeführt, um mit ihren Kopfbügen die Wand oder Raumdecke darüber besser zu stützen.
Mit dem Industriezeitalter kamen vermehrt eiserne Pfeiler auf. Sie konnten Formen des Steinbaus imitieren oder auch völlig neuartig gestaltet sein. Zunächst verwendete man Gusseisen, später zunehmend Stahl.

## Nichttragende Pfeiler

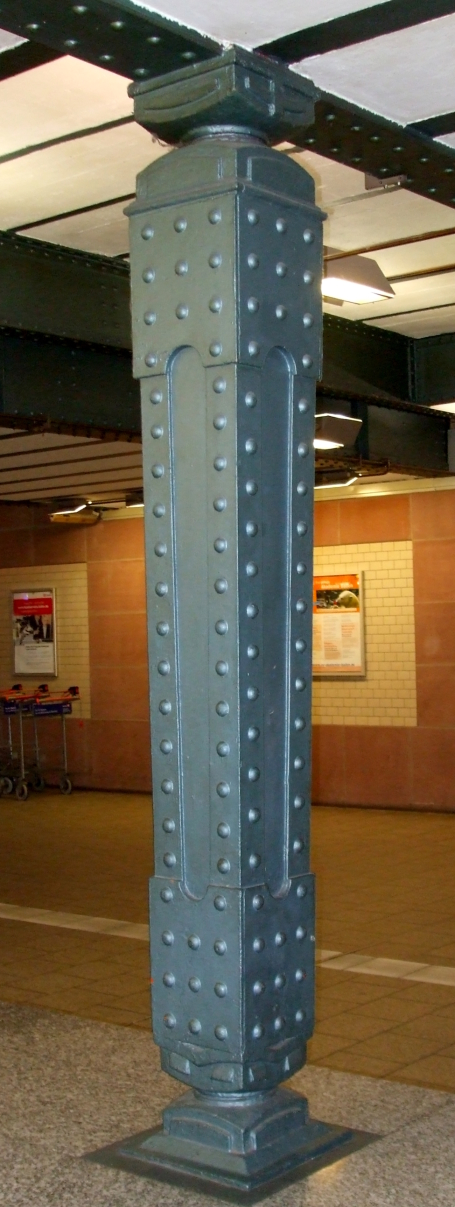
Genieteter Stahlpfeiler

Innerhalb der Architektur gibt es auch nichttragende Pfeiler. So werden gemauerte Pfeiler von Einfriedungen oder Toren häufig als Pfeiler bezeichnet. Wenn sie einen nur geringen Querschnitt aufweisen, aus Holz, Metall oder Eisen bestehen und in den Boden eingespannt sind, heißen sie Pfosten, Pflock oder Pfahl.
Als Denkmal dienende freistehende Pfeiler werden als Stele bezeichnet. Vgl. auch Postament.
Nichttragende Pfeiler mit besonderen Funktionen sind historische Gerichtspfeiler und in der Landesvermessung Messpfeiler, die nur vorübergehend ein Messinstrument tragen.

Beispiele nichttragender Pfeiler
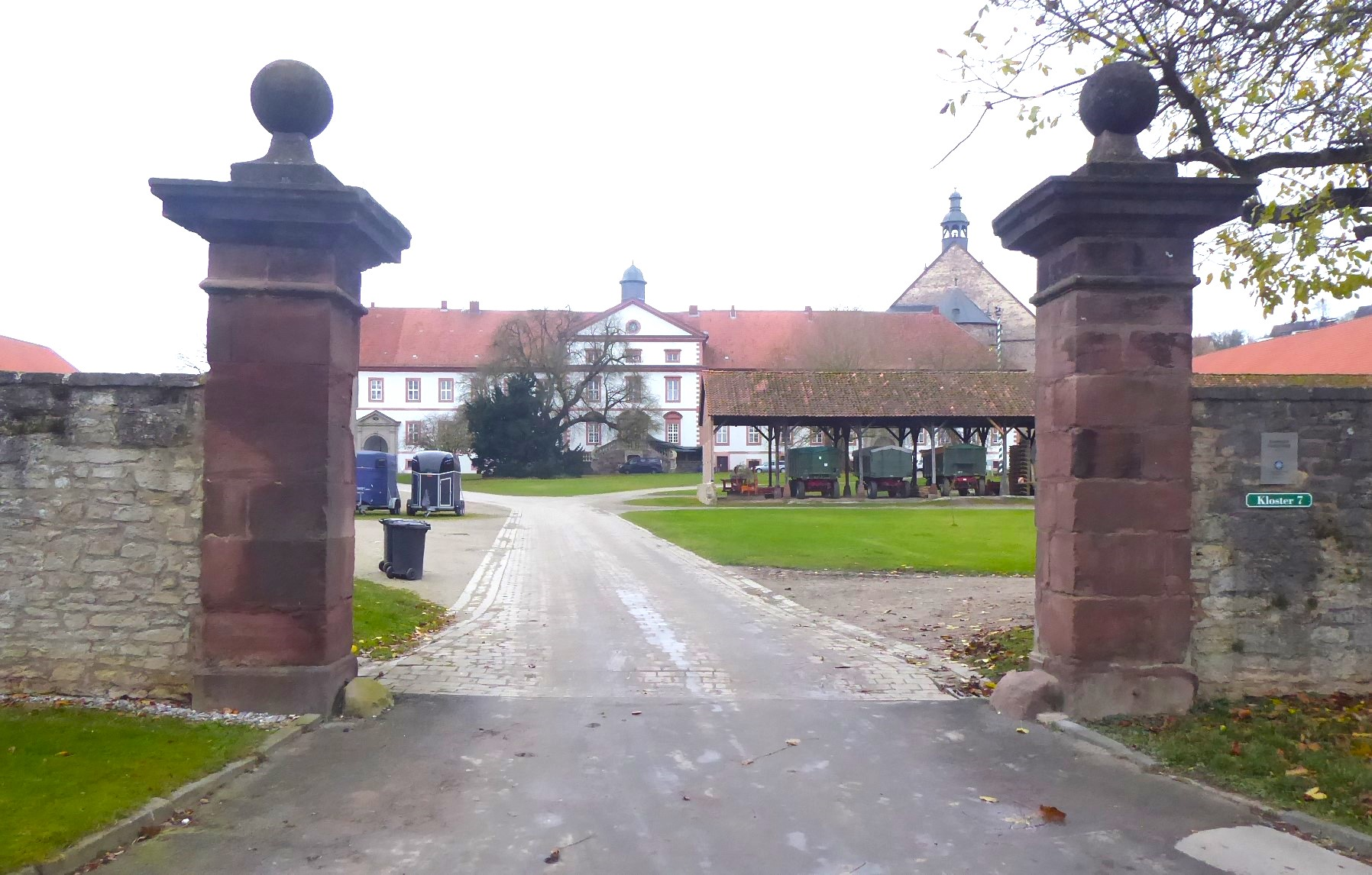
Barocke Torpfeiler (Gutshof, Kloster Lamspringe)
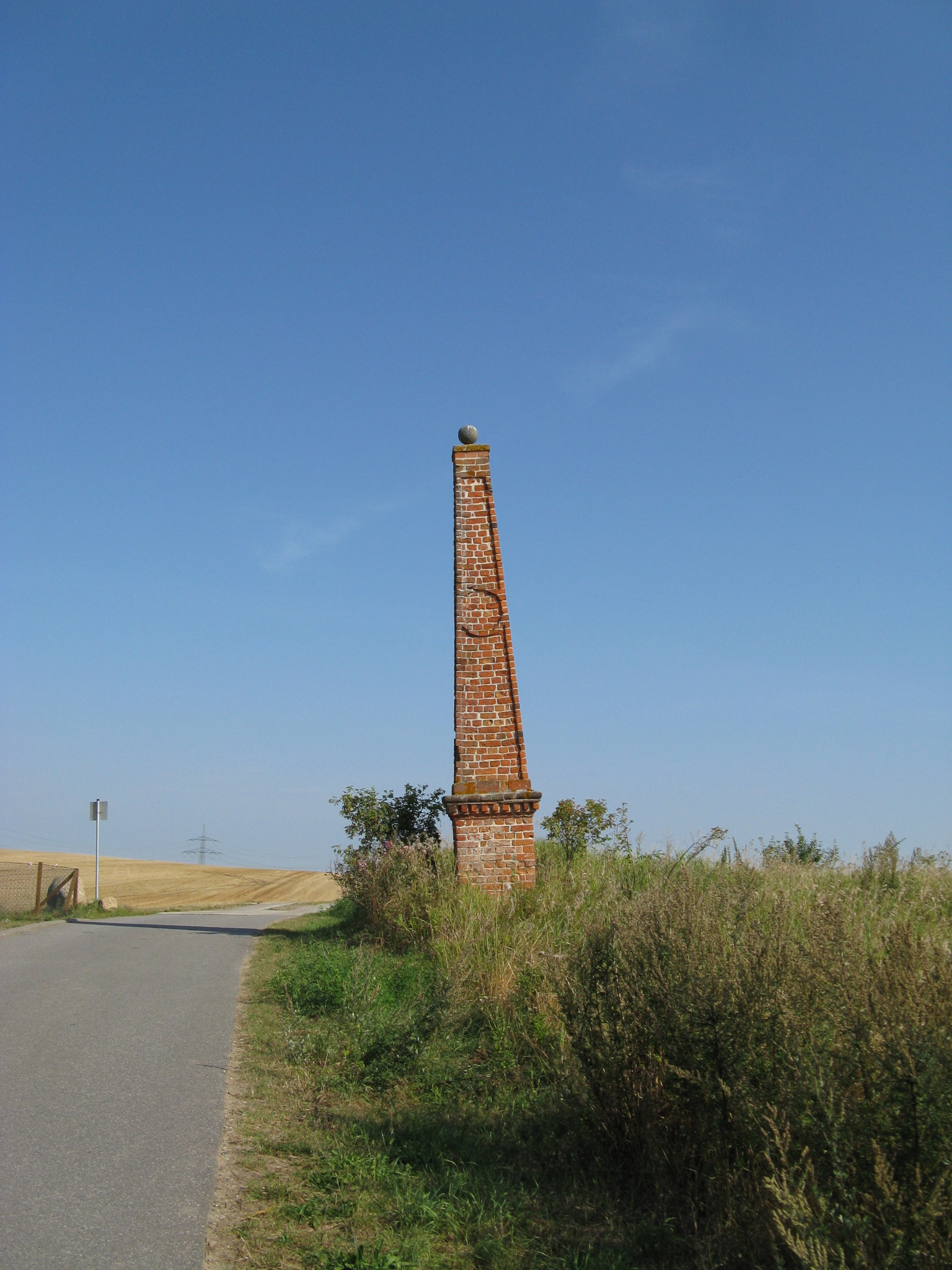
Gerichtspfeiler in Karow
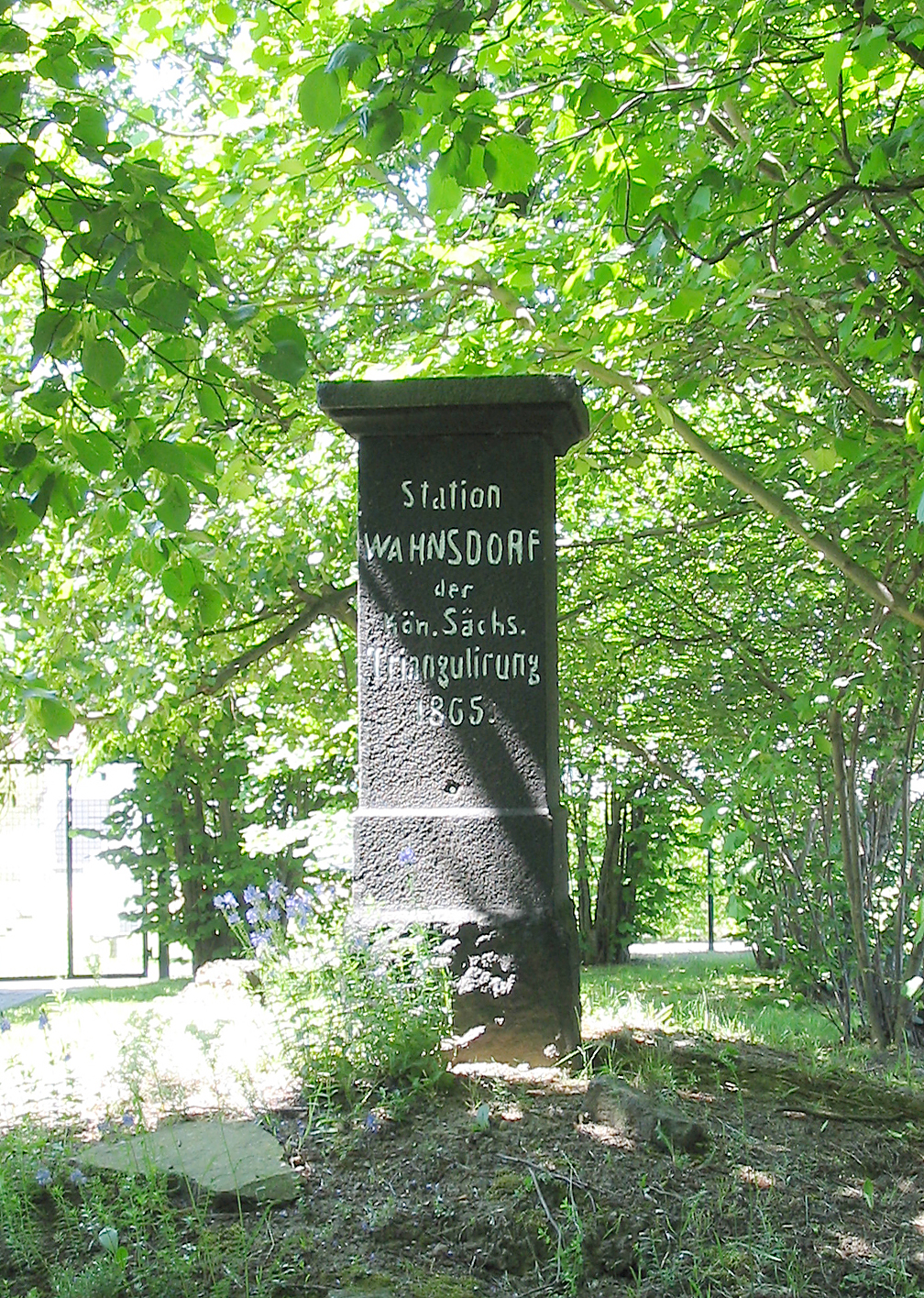
Vermessungspfeiler (Radebeul)

## Architekturgeschichte

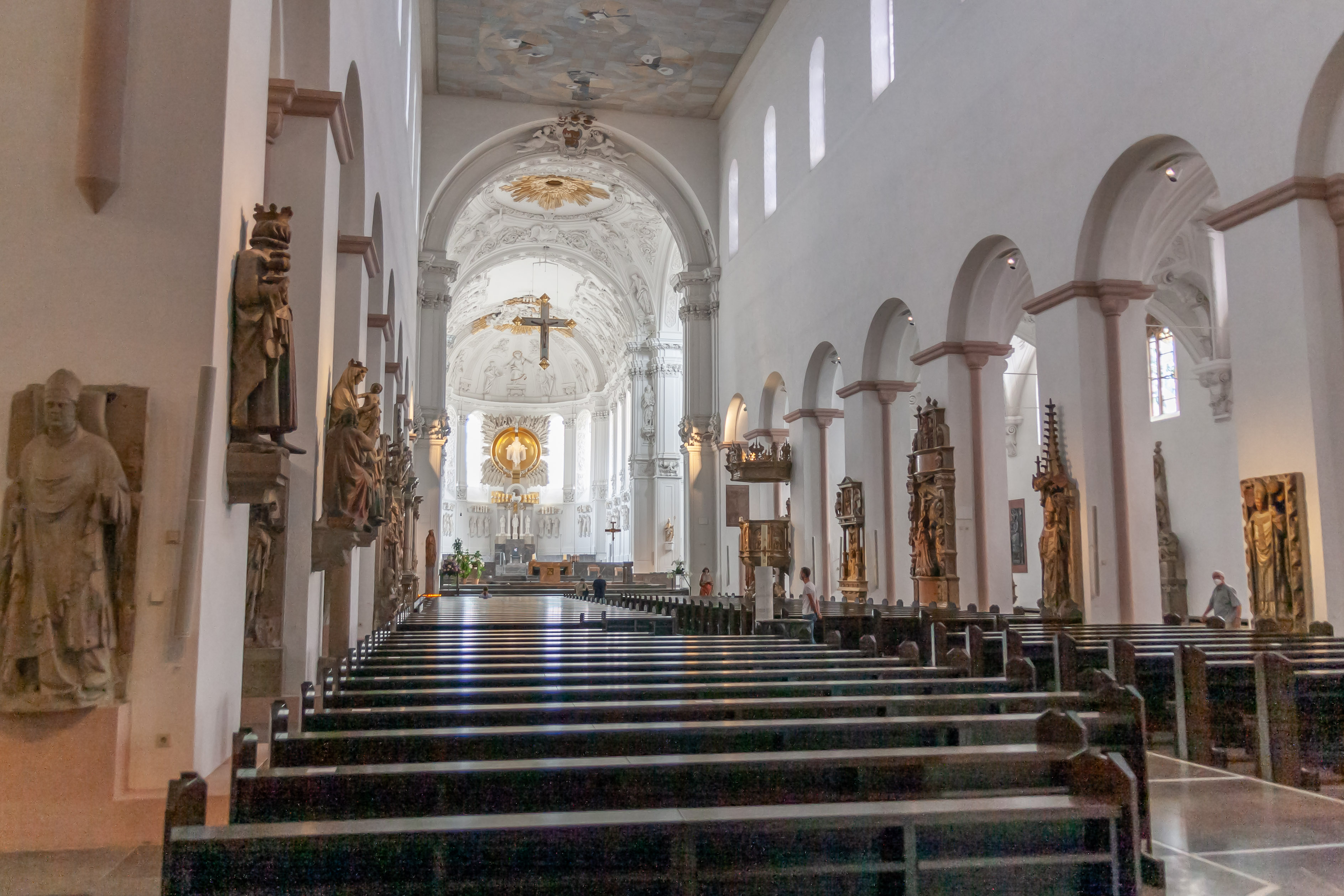
Würzburger Dom, ab 1040, quadratische Pfeiler mit je zwei dünnen Vorlagen

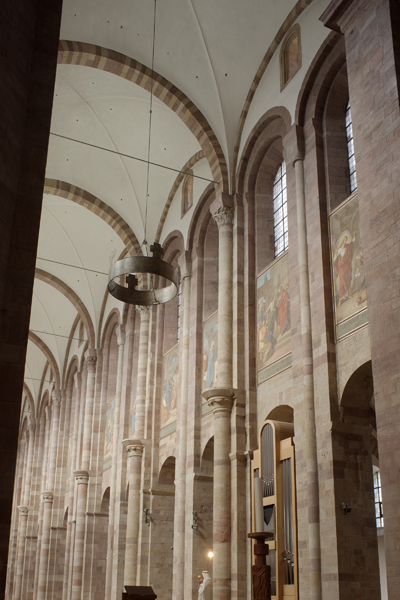
Speyerer Dom, Bau ab 1028, Gewölbe ab 1082, quadratische Pfeiler mit je zwei kräftigen Vorlagen

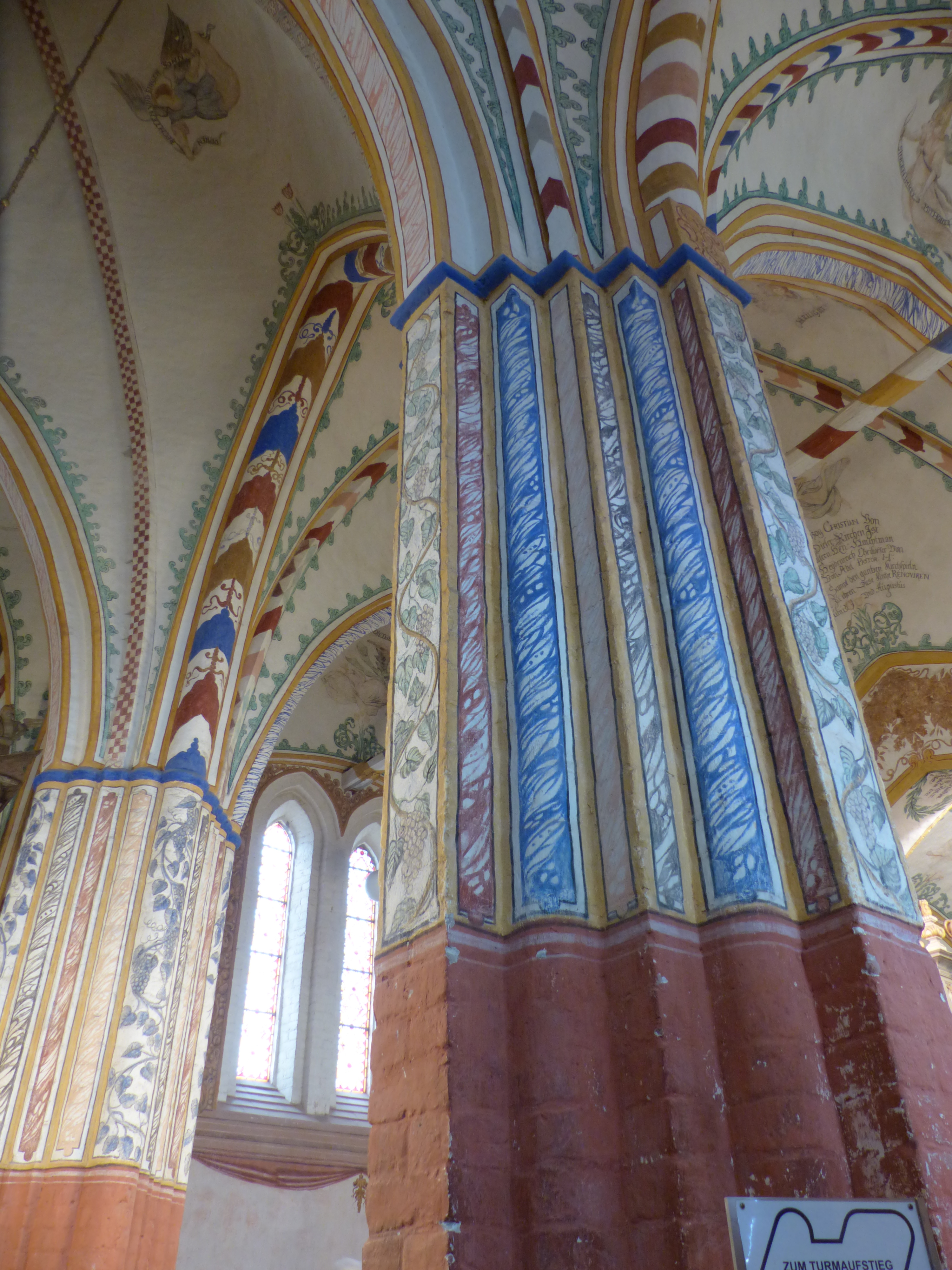
Kirche Rerik ab etwa 1240, deutsche Frühgotik, Vorlagen für Rippengewölbe

Der Pfeiler der römischen Architektur war aufgrund der einfachen Wölbkonstruktionen meist vergleichsweise einfach gestaltet.
Mit komplexeren Gewölbekonstruktionen und deren Bögen entwickelten auch die lastabtragenden Pfeiler differenziertere Formen. So beispielsweise beim Kreuzpfeiler mit einem kreuzförmigen Grundriss. Kreuzpfeiler und Bündelpfeiler boten den Vorteil, im Verhältnis zur Grundrissfläche zierlicher auszusehen und die Diagonalsicht durch mehrschiffige Kirchenräume weniger zu behindern als Pfeiler mit in Kanten Richtung der Gebäude- und Querachsen.
In der Romanik werden dem Pfeilerkern sogenannte ‚Vorlagen‘ angefügt, die die Bögen der Arkaden und der Gewölbe aufnehmen. Diese aus mehreren Elementen (Gliedern) bestehenden Pfeiler nennt man Gliederpfeiler. Die ‚Vorlagen‘ können halbrund oder eckig sein.
In der Gotik gab es widersprüchliche Tendenzen: In der Anfangszeit versah man zwar Wandpfeiler und Vierungspfeiler mit mehr Vorlagen als bisher (für die Gewölberippen), bevorzugte aber für Arkaden zunächst Säulen mit griechischen Kapitellen. Mit der klassischen Gotik ab dem späten 12. Jahrhundert in der Kathedrale von Chartres wurde eine neue Form des Gliederpfeilers entwickelt, der kantonierte Pfeiler. Er besteht aus einem runden oder achteckigen Pfeilerkern und davorgestellten ‚Vorlagen‘. Wenn die ‚Vorlage‘ als schlanker Rundschaft ausgeführt wird, bezeichnet man sie als Dienst. Im Verlauf der Hochgotik wird der Pfeiler immer dichter von Diensten umformt – dadurch entsteht der Bündelpfeiler, der aus einem Bündel schlanker Dienste oder Profile besteht und den Gliederpfeiler ablöst. Eine daraus entstandene Sonderform ist der Palmettenpfeiler, über welchem sich Gewölberippen in alle Richtungen ausbreiten.
Jantzen schreibt im Zusammenhang mit der Umformung der Pfeiler zwischen Mittelschiff und Seitenschiff in den Kathedralen der Gotik:

„Die Romanik gestaltete die Arkadenstützen als einen kreuzförmig gebildeten Mauerpfeiler, der, auch wenn er noch mit Vorlagen versehen wird, strukturmäßig noch den Zusammenhang mit der als homogene Mauermasse aufgefassten ‚Wand‘ bewahrt. Die Gotik kann diesen Pfeiler nicht verwenden, da sie die ‚Wand‘ plastisch durchknetet und im Prinzip darauf ausgeht, sie aus lauter rundstabförmigen Elementen zusammenzufügen.“

Die gotische Architektur entwickelte im Außenraum auch den Strebepfeiler zur Stützung der Außenmauer gegen die Schubkräfte des Gewölbes oder als Träger der Strebebögen.
Ab der Renaissance verschwimmt dann die Abgrenzung von Säule zu Pfeiler, wie auch zu den Dekorationselementen Pilater und Lisene, insbesondere im Barock mit seinem Hang, Funktionales hinter Ornamentalem zu verstecken. Der Klassizismus bevorzugt wieder die strenge Trennung, bevor im Eklektizismus des Historismus endgültig die Grenzen aufgehoben werden. Erst die Moderne wendet sich wieder weitgehend von der Säule ab, im Betonbau wird der Pfeiler zum zentralen Bau- und auch Gestaltungselement, gewinnt aber außer im Funktionalismus und verwandten Strömungen vielfältigste Erscheinungsform.

## Pfeiler im Brückenbau

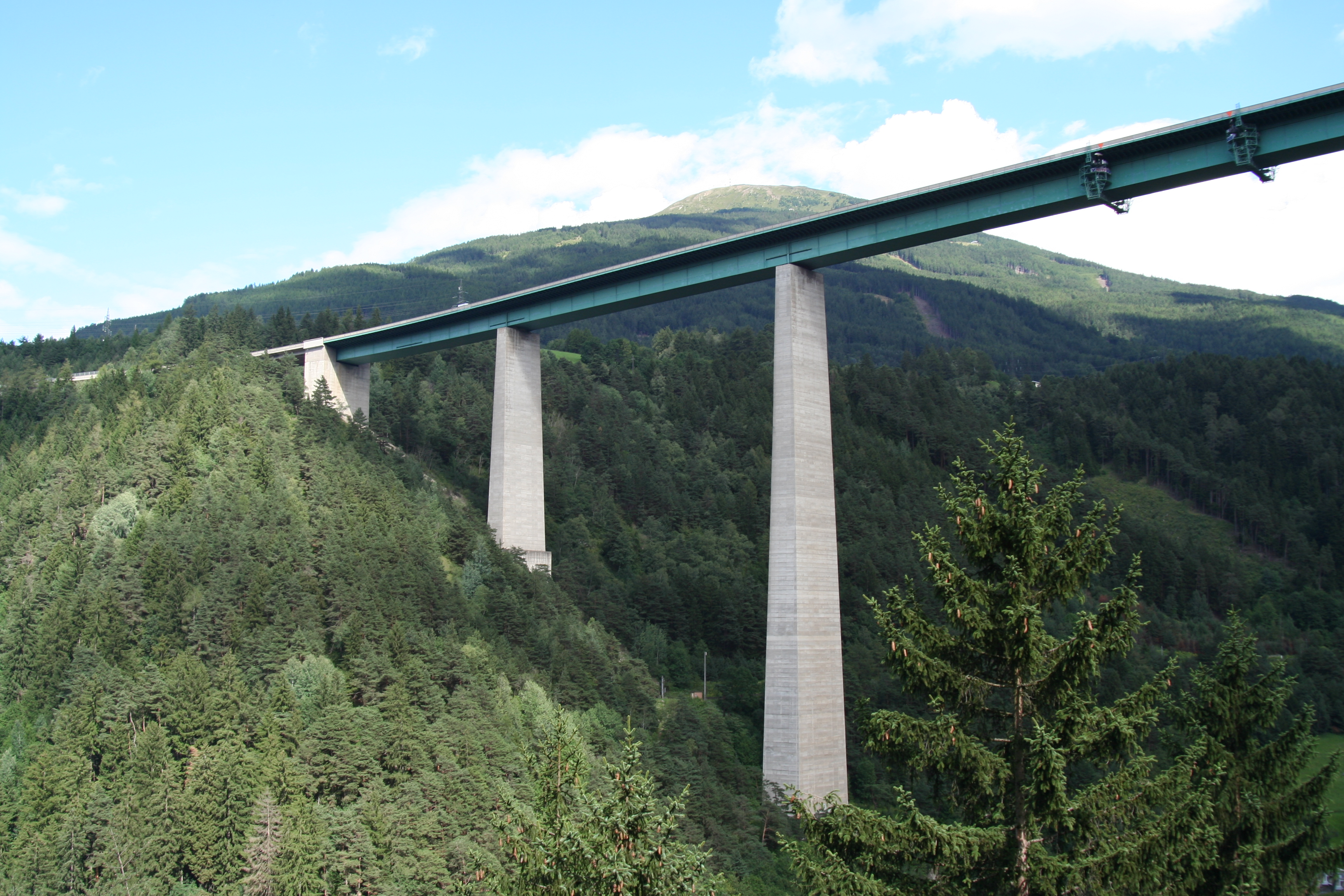
Pfeiler der Europabrücke

Im Brückenbau gibt es ebenfalls keinen einheitlichen Sprachgebrauch. Als Pfeiler oder Stützen bezeichnet man die Unterstützungen von Brückenüberbauten zwischen den Widerlagern. Die Überbauten können Durchlaufträger oder aneinandergereihte Balken, Rahmen oder Bögen sein. Als Pfeiler werden häufig die wandartigen Bauteile bezeichnet, die über die gesamte Breite des Überbaus reichen, während schmalere Bauteile, deren Abmessung wesentlich geringer als die Überbaubreite sind und die oft aus mehreren Elementen bestehen, häufig als Stützen bezeichnet werden.
Historische Brücken hatten Pfeiler aus Holzkonstruktionen, Mauerwerk, Eisen- oder Stahlkonstruktionen. Die Trestle-Brücken hatten teils hohe Gerüstpfeiler aus standardisierten Holz- oder Stahlbalken. Die Pfeiler und Stützen moderner Brücken bestehen fast durchweg aus Stahlbeton; gelegentliche Stahlstützen bilden die Ausnahme. Mauerwerk wird nur noch bei der Sanierung denkmalgeschützter Bauwerke oder als Verblendmauerwerk verwendet. Pfeiler im Fluss haben meist Vollquerschnitte, dagegen haben die Pfeiler und Stützen hoher Talbrücken meist Hohlquerschnitte, bestehen also nur aus Stahlbetonwänden um einen leeren Innenraum. In dem Innenraum sind in der Regel Leitern oder Treppen für das Wartungspersonal, bei sehr hohen Brücken auch Aufzüge untergebracht.
Die Pfeiler und Stützen bestehen in der Regel aus dem Kopf (der die Auflagerbank darstellt), dem Schaft und der Gründung. Sie haben oft einen Anzug, d. h. ihr Querschnitt verjüngt sich mit zunehmender Höhe. Die Verbindung mit dem Überbau kann je nach den konstruktiven Erfordernissen biegesteif, gelenkig oder verschieblich sein. Gelegentlich kommen auch Pendelstützen und Pendelpfeiler vor. Paarweise angeordnete Stützen sind häufig durch Querriegel oder Auflagerbalken miteinander verbunden und versteift.
Pfeiler können nach Lage oder Funktion benannt werden (beispielsweise Strompfeiler, Trennpfeiler). Müssen Pfeiler im Bereich von Hangrutschungen errichtet werden, werden in den Hang große, nach oben offene Betonkästen eingebaut, in denen der vollständige Pfeiler von Zeit zu Zeit verschoben werden kann, wie beispielsweise bei der Grünwalder Isarbrücke oder der Ganterbrücke.
Der höchste Pfeiler der 1963 fertiggestellten Europabrücke auf der Brenner Autobahn ist 146,5 m hoch und war damit der höchste Brückenpfeiler der Welt, bis er 1974 von den 150 m hohen Pfeilern des Viadotto Rago in Kalabrien abgelöst wurde, auf das 1979 die Kochertalbrücke mit 178 m hohen Pfeilern folgte. Seit 2004 hatte das Viaduc de Millau den mit 245 m Höhe größten Pfeiler der Welt (auf dem einer der 98 m hohen Stahlpylone der Brücke steht), bis es 2019 von dem 332 m hohen Betonpylon der Pingtang-Brücke abgelöst wurde.